# Lịch sử hành chính Ninh Bình
Ninh Bình là một tỉnh thuộc vùng đồng bằng sông Hồng, miền Bắc Việt Nam. Phía bắc giáp thành phố Hà Nội và tỉnh Hưng Yên, phía nam giáp tỉnh Thanh Hóa và Vịnh Bắc Bộ, phía đông giáp Vịnh Bắc Bộ, phía tây giáp tỉnh Phú Thọ. Vào thời điểm hiện tại (năm 2025), tỉnh Ninh Bình có 129 đơn vị hành chính cấp xã gồm 97 xã và 32 phường.

## Giai đoạn 1945 - 1954

### Về phíaViệt Nam Dân chủ Cộng hòa
Sau Cách mạng tháng Tám năm 1945, bỏ cấp phủ, đổi làm huyện. Tổ chức hành chính trên địa bàn gồm thị xã Ninh Bình và 6 huyện: Gia Khánh, Gia Viễn, Kim Sơn, Nho Quan, Yên Khánh, Yên Mô.

## Giai đoạn 1954 - 1975
Năm 1956, chia tách một số xã thuộc các huyện Yên Mô.
Năm 1961, xã Yên Lạc của huyện Yên Mô được sáp nhập vào huyện Yên Khánh và đổi thành xã Khánh Hồng; các xã Khánh Dương, Khánh Thịnh, Khánh Thượng của huyện Yên Khánh được sáp nhập vào huyện Yên Mô.
Năm 1967, thành lập thị trấn nông trường Đồng Giao thuộc huyện Yên Mô và thị trấn nông trường Bình Minh thuộc huyện Kim Sơn.
Năm 1974, thành lập thị trấn Tam Điệp trực thuộc tỉnh Ninh Bình và giải thể thị trấn nông trường Đồng Giao thuộc huyện Yên Mô.

## Giai đoạn 1975 - 2025

### TỉnhHà Nam Ninh

#### Năm 1975: Quốc hội nướcViệt Nam Dân chủ Cộng hòakhóa V, Kỳ họp thứ 2
- Nghị quyết ngày 27 tháng 12 năm 1975 của Quốc hội nước Việt Nam Dân chủ Cộng hòa khóa V, Kỳ họp thứ 2[3] về việc hợp nhất một số tỉnh:
- Tỉnh Nam Hà, tỉnh Ninh Bình, tỉnh Hà Nam Ninh

1. Hợp nhất tỉnh Nam Hà và tỉnh Ninh Bình thành một tỉnh mới, lấy tên là tỉnh Hà Nam Ninh.
2. Khi hợp nhất, tỉnh Hà Nam Ninh có 21 đơn vị hành chính cấp huyện, bao gồm thành phố Nam Định (tỉnh lỵ), 2 thị xã: Hà Nam, Ninh Bình, thị trấn Tam Điệp và 17 huyện: Bình Lục, Duy Tiên, Gia Khánh, Gia Viễn, Hải Hậu, Kim Bảng, Kim Sơn, Lý Nhân, Nam Ninh, Nghĩa Hưng, Nho Quan, Thanh Liêm, Vụ Bản, Xuân Thủy, Ý Yên, Yên Khánh, Yên Mô.

#### Năm 1976: Quyết định số 163-BT
- Quyết định số 163-BT[4] ngày 3 tháng 9 năm 1976 của Phủ Thủ tướng về việc hợp nhất xã Nam Đồng và xã Bắc Sơn, huyện Nam Ninh, tỉnh Hà Nam Ninh thành một xã lấy tên là xã Đồng Sơn:
- Huyện Nam Ninh

1. Hợp nhất xã Nam Đồng và xã Bắc Sơn, huyện Nam Ninh, tỉnh Hà Nam Ninh thành một xã lấy tên là xã Đồng Sơn thuộc huyện Nam Ninh cùng tỉnh.

#### Năm 1976: Quyết định số 1506-TCCP
- Quyết định số 1506-TCCP[5] ngày 18 tháng 12 năm 1976 của Phủ Thủ tướng về việc hợp nhất và điều chỉnh địa giới của một số xã thuộc tỉnh Hà Nam Ninh:
- Huyện Yên Khánh

1. Cắt xóm Minh Tân của xã Khánh Thiện nhập vào xã Khánh Công.
2. Hợp nhất xã Khánh Thiện và xã Khánh Tiên thành một xã, lấy tên là xã Khánh Thiện.
3. Cắt xóm Sa Bồi của xã Khánh Ninh nhập vào xã Khánh Hợi.

- Huyện Gia Viễn

1. Cắt các xóm Hoàng Long, xóm Đức Hậu và xóm Chấn Hưng của xã Gia Ninh nhập vào xã Gia Trung.
2. Cắt xóm Lương Sơn của xã Gia Ninh và xóm Sơn Tiên của xã Gia Tiên nhập vào xã Gia Sinh.
3. Cắt xóm Mai Sơn của xã Gia Ninh nhập vào xã Gia Lạc.

- Huyện Bình Lục

1. Hợp nhất xã Quế Sơn và xã Hòa Bình thành một xã, lấy tên là xã An Lão.

- Huyện Hải Hậu

1. Hợp nhất xã Hải Tiến và thị trấn Cồn thành một đơn vị hành chính, lấy tên là thị trấn Cồn.
2. Hợp nhất xã Hải Đường và xã Hải Cát thành một xã, lấy tên là xã Hải Đường.
3. Hợp nhất xã Hải Trung và xã Hải Thành thành một xã, lấy tên là xã Hải Trung.
4. Hợp nhất xã Trực Đại và xã Trực Tiến thành một xã, lấy tên là xã Trực Đại.

- Huyện Duy Tiên

1. Hợp nhất xã Tiên Thắng và xã Tiên Yên thành một xã, lấy tên là xã Yên Bắc.
2. Hợp nhất xã Trác Bút và xã Chuyên Nội và thôn Duyên Giang (xã Tiên Yên) thành một xã, lấy tên là xã Châu Giang.

- Huyện Nam Ninh

1. Hợp nhất xã Trực Đông và xã Trực Trung thành một xã, lấy tên là xã Trung Đông.

#### Năm 1977: Quyết định số 617-VP18
- Quyết định số 617-VP18[6] ngày 23 tháng 2 năm 1977 của Phủ Thủ tướng về việc hợp nhất và điều chỉnh địa giới của một số xã thuộc các huyện của tỉnh Hà Nam Ninh:
- Huyện Kim Bảng

1. Hợp nhất xã Khả Phong và xã Ba Sao thành một xã lấy tên là xã Khả Phong.

- Huyện Thanh Liêm

1. Sáp nhập thôn Đại Vượng của xã Thanh Tâm vào xã Thanh Nguyên.

- Huyện Yên Mô

1. Sáp nhập thôn Liên Phương của xã Yên Từ vào xã Yên Nhân.
2. Sáp nhập thôn Bình Minh của xã Yên Từ vào xã Yên Phong.
3. Sáp nhập thôn Hưng Hiền của xã Yên Phú vào xóm Trại Lão của xã Yên Thành vào xã Yên Mỹ.
4. Sáp nhập xóm Đông Thôn của xã Yên Thái vào xã Yên Lâm.
5. Sáp nhập xóm Giang Khương của xã Yên Thái vào xã Yên Thành.
6. Sáp nhập thôn Lam Sơn của xã Yên Hòa vào xã Khánh Thượng.

- Huyện Gia Khánh

1. Sáp nhập thôn Nguyên Ngoại của xã Ninh Hòa vào xã Ninh Nhất.

- Huyện Nghĩa Hưng

1. Sáp nhập thôn Thắng Hạ của xã Hoàng Nam vào xã Nghĩa Châu.
2. Sáp nhập thôn Đại Đê của xã Nghĩa Hiệp và thôn Tân Liêu của xã Nghĩa Trung vào xã Nghĩa Sơn.

- Huyện Nam Ninh

1. Hợp nhất xã Nam Bình và xã Nam Ninh thành một xã lấy tên là xã Bình Minh.
2. Hợp nhất xã Trực Bình và xã Trực Tĩnh thành một xã lấy tên là xã Việt Hùng.
3. Cắt thôn Nam Sơn của xã Thái Sơn vào xã Nam Phúc lấy tên xã mới là xã Nam Thái.
4. Hợp nhất xã Nam Lợi và xã Nam Quan thành một xã lấy tên là xã Nam Lợi.

- Huyện Lý Nhân

1. Hợp nhất xã Chính Lý và xã Hùng Lý thành một xã lấy tên là xã Chính Lý.
2. Hợp nhất xã Nguyên Lý và xã Hòa Lý thành một xã lấy tên là xã Nguyên Lý.
3. Hợp nhất xã Tân Lý và xã Chân Hồng thành một xã lấy tên là xã Chân Lý.
4. Hợp nhất xã Nhân Hòa và xã Nhân Hậu thành một xã lấy tên là xã Hòa Hậu.

#### Năm 1977: Quyết định số 125-CP
- Quyết định số 125-CP[7] ngày 27 tháng 4 năm 1977 của Hội đồng Chính phủ về việc hợp nhất và điều chỉnh địa giới một số huyện, thị xã thuộc tỉnh Hà Nam Ninh:
- Huyện Kim Bảng, huyện Thanh Liêm, thị xã Hà Nam, huyện Kim Thanh

1. Hợp nhất huyện Kim Bảng, huyện Thanh Liêm và thị xã Hà Nam thành một huyện lấy tên là huyện Kim Thanh.
2. Thị xã Hà Nam chuyển thành thị trấn huyện lỵ gọi tên là thị trấn Hà Nam thuộc huyện Kim Thanh.

- Huyện Nho Quan, huyện Gia Viễn, huyện Hoàng Long

1. Hợp nhất huyện Nho Quan và huyện Gia Viễn thành một huyện lấy tên là huyện Hoàng Long.

- Huyện Yên Mô, huyện Yên Khánh, thị trấn Tam Điệp, huyện Tam Điệp

1. Hợp nhất huyện Yên Mô, 10 xã của huyện Yên Khánh: Khánh Ninh, Khánh Cư, Khánh Hải, Khánh Tiên, Khánh Thiện, Khánh Lợi, Khánh An, Khánh Hòa, Khánh Phú, Khánh Văn và thị trấn Tam Điệp thành một huyện lấy tên là huyện Tam Điệp.

- Huyện Gia Khánh, thị xã Ninh Bình, huyện Hoa Lư

1. Hợp nhất huyện Gia Khánh và thị xã Ninh Bình thành một huyện lấy tên là huyện Hoa Lư.
2. Thị xã Ninh Bình chuyển thành thị trấn huyện lỵ gọi tên là thị trấn Ninh Bình thuộc huyện Hoa Lư.

- Thành phố Nam Định, huyện Bình Lục

1. Sáp nhập 9 xã của thành phố Nam Định: Mỹ Thịnh, Mỹ Thuận, Mỹ Tiến, Mỹ Thành, Mỹ Hà, Mỹ Thắng, Mỹ Phúc, Mỹ Hưng, Mỹ Trung vào huyện Bình Lục.

- Huyện Yên Khánh, huyện Kim Sơn

1. Sáp nhập 9 xã của huyện Yên Khánh: Khánh Hồng, Khánh Nhạc, Khánh Hội, Khánh Mậu, Khánh Thủy, Khánh Công, Khánh Thành, Khánh Trung, Khánh Cường vào huyện Kim Sơn.

#### Năm 1977: Quyết định số 97-BT
- Quyết định số 97-BT[8] ngày 3 tháng 5 năm 1977 của Phủ Thủ tướng về việc hợp nhất một số xã thuộc huyện Kim Thanh, tỉnh Hà Nam Ninh:
- Huyện Kim Thanh

1. Hợp nhất xã Thanh Châu và xã Liêm Trung thành một xã lấy tên là xã Thanh Trung;
2. Hợp nhất xã Thanh Tuyền và xã Thanh Lâm thành một xã lấy tên là xã Thanh Tuyền;
3. Hợp nhất xã Liêm Chính và xã Liêm Tuyền thành một xã lấy tên là xã Thanh Giang.

#### Năm 1977: Quyết định số 135-BT
- Quyết định số 135-BT[9] ngày 27 tháng 6 năm 1977 của Phủ Thủ tướng về việc hợp nhất một số xã thuộc huyện Hải Hậu, tỉnh Hà Nam Ninh:
- Huyện Hải Hậu

1. Hợp nhất xã Hải Hưng và xã Hải Thắng thành một xã lấy tên là xã Hải Hưng.
2. Hợp nhất xã Hải Anh và xã Hải Hùng thành một xã lấy tên là xã Hải Anh.

#### Năm 1978: Quyết định số 22-BT
- Quyết định số 22-BT[10] ngày 1 tháng 2 năm 1978 của Phủ Thủ tướng về việc hợp nhất và điều chỉnh địa giới một số xã thuộc các huyện Nam Ninh, Vụ Bản, Lý Nhân và Kim Sơn thuộc tỉnh Hà Nam Ninh:
- Huyện Nam Ninh

1. Hợp nhất xã Nam Hồng và xã Nam Trung thành một xã lấy tên là xã Nam Hồng.
2. Hợp nhất xã Nam Long và xã Nam Ninh thành một xã lấy tên là xã Nam Thanh.

- Huyện Vụ Bản

1. Sáp nhập các thôn Thám Thanh, Vũ Nữ và Đức Hòa của xã Hiển Khánh vào xã Hợp Hưng.

- Huyện Lý Nhân

1. Hợp nhất xã Nhân Tiến và xã Nhân Thắng thành một xã lấy tên là xã Tiến Thắng.

- Huyện Kim Sơn

1. Hợp nhất xã Kiến Trung và xã Trì Chính thành một xã lấy tên là xã Kim Chính. Đưa đội 3 của xã Trì Chính về xã Thượng Kiệm.
2. Sáp nhập xóm Cửu Long của xã Liên Phương vào xã Kim Tân.

#### Năm 1978: Quyết định số 51-BT
- Quyết định số 51-BT[11] ngày 27 tháng 3 năm 1978 của Phủ Thủ tướng về việc hợp nhất một số xã thuộc các huyện Nam Ninh, Kim Sơn và Lý Nhân, tỉnh Hà Nam Ninh và thành lập xã Nam Điền thuộc huyện Nghĩa Hưng cùng tỉnh:
- Huyện Nam Ninh

1. Hợp nhất xã Trực Cát và xã Trực Thành thành một xã lấy tên là xã Cát Thành.
2. Hợp nhất xã Trực Phương và xã Trực Định thành một xã lấy tên là xã Phương Định.
3. Hợp nhất xã Trực Chính và xã Trực Nghĩa thành một xã lấy tên là xã Chính Nghĩa.
4. Hợp nhất xã Nam Điền và xã Nam Xá thành một xã lấy tên là xã Điền Xá.
5. Hợp nhất xã Nam Chấn và xã Nam Quang thành một xã lấy tên là xã Hồng Quang.
6. Hợp nhất xã Nam Tân và xã Nam Thịnh thành một xã lấy tên là xã Tân Thịnh.
7. Hợp nhất xã Nam An và xã Nam Nghĩa thành một xã lấy tên là xã Nghĩa An.

- Huyện Kim Sơn

1. Hợp nhất xã Chất Bình và xã Hồi Ninh thành một xã lấy tên là xã Kim Bình.
2. Hợp nhất xã Yên Mật và xã Yên Lạc thành một xã lấy tên là xã Kim Yên.
3. Sáp nhập thôn Tuy Lập Hạ và thôn Tuy Lập Thượng của xã Yên Lộc vào xã Lai Thành.
4. Sáp nhập thôn Nam Hải của xã Văn Hải vào xã Kim Mỹ.

- Huyện Lý Nhân

1. Hợp nhất xã Nhân Phú và xã Nhân Phúc thành một xã lấy tên là xã Phú Phúc.
2. Hợp nhất xã Bảo Lý và xã Chung Lý thành một xã lấy tên là xã Bắc Lý.

- Huyện Nghĩa Hưng

1. Thành lập một xã ở vùng kinh tế mới lấy tên là xã Nam Điền thuộc huyện Nghĩa Hưng, tỉnh Hà Nam Ninh.

#### Năm 1981: Quyết định số 3-CP
- Quyết định số 3-CP[12] ngày 3 tháng 1 năm 1981 của Hội đồng Chính phủ về việc thống nhất tên gọi các đơn vị hành chính ở nội thành nội thị:

1. Từ nay ở nội thành, đơn vị hành chính cấp dưới trực tiếp của thành phố trực thuộc trung ương đều thống nhất gọi là quận; các đơn vị hành chính cơ sở ở nội thành, nội thị của các thành phố thuộc tỉnh, thị xã và quận gọi là phường.

#### Năm 1981: Quyết định số 151-CP
- Quyết định số 151-CP[13] ngày 9 tháng 4 năm 1981 của Hội đồng Chính phủ về việc điều chỉnh địa giới một số huyện và thị trấn thuộc tỉnh Hà Nam Ninh:
- Huyện Hoàng Long, huyện Gia Viễn

1. Chia huyện Hoàng Long thành 2 huyện lấy tên là huyện Hoàng Long và huyện Gia Viễn.
  1. Huyện Hoàng Long gồm có các xã: Sơn Thành, Thanh Lạc, Thượng Hòa, Kỳ Phú, Cúc Phương, Yên Quang, Văn Phương, Văn Phong, Lạng Phong, Đồng Phong, Quỳnh Lưu, Sơn Lai, Sơn Hà, Quảng Lạc, Phú Long, Phú Lộc, Văn Phú, Đức Long, Lạc Vân, Phú Sơn, Thạch Bình, Xích Thổ, Gia Sơn, Gia Thủy, Gia Lâm, Gia Tường và thị trấn Nho Quan. Trụ sở huyện đóng tại thị trấn Nho Quan.
  2. Huyện Gia Viễn gồm có các xã: Gia Thanh, Gia Xuân, Gia Trấn, Gia Tân, Gia Lập, Gia Vân, Gia Thắng, Gia Tiến, Gia Ninh. Trụ sở huyện đóng tại xã Gia Vượng.

- Huyện Kim Thanh, thị xã Hà Nam, huyện Kim Bảng, huyện Thanh Liêm

1. Chia huyện Kim Thanh thành 1 thị xã lấy tên là thị xã Hà Nam và 2 huyện lấy tên là huyện Kim Bảng và huyện Thanh Liêm.
  1. Thị xã Hà Nam bao gồm toàn bộ đất đai của thị trấn Hà Nam và gồm có các phường: Lương Khánh Thiện, Minh Khai, Hai Bà Trưng, Trần Hưng Đạo.
  2. Huyện Kim Bảng gồm có các xã: Nguyễn Úy, Lê Hồ, Kim Bình, Thi Sơn, Đồng Hóa, Đại Cương, Phù Vân, Châu Sơn, Khả Phong ,Văn Xá, Tượng Lĩnh, Nhật Tân, Thanh Sơn, Hoàng Tây, Thụy Lối, Liên Sơn, Nhật Tựu, Ngọc Sơn, Tân Sơn. Trụ sở huyện đóng tại xã Ngọc Sơn.
  3. Huyện Thanh Liêm gồm có các xã: Thanh Tân, Thanh Hà, Thanh Hương, Thanh Thủy, Thanh Lưu, Thanh Bình, Thanh Hải, Thanh Nguyên, Thanh Nghị, Thanh Tuyền, Thanh Tâm, Thanh Trung, Thanh Giang, Thanh Phong, Liêm Sơn, Liêm Túc, Liêm Cần, Liêm Tiết, Liêm Thuận, Liêm Phong. Trụ sở huyện đóng tại xã Thanh Hà.

- Huyện Hoa Lư, thị xã Ninh Bình

1. Tách thị trấn Ninh Bình của huyện Hoa Lư để thành lập thị xã Ninh Bình.
  1. Thị xã Ninh Bình bao gồm toàn bộ đất đai của thị trấn Ninh Bình và gồm có các phường: Văn Giang, Lương Văn Tụy, Đinh Tiên Hoàng, Quang Trung.
  2. Huyện Hoa Lư đóng trụ sở tại xã Ninh Khánh.

#### Năm 1982: Quyết định số 196-HĐBT
- Quyết định số 196-HĐBT[14] ngày 14 tháng 12 năm 1982 của Hội đồng Bộ trưởng về việc điều chỉnh địa giới phường và một số xã thuộc tỉnh Hà Nam Ninh:
- Huyện Hoa Lư, thị xã Ninh Bình

1. Cắt 112 hécta đất của các xóm Thượng Lân, Đầu Núi và của thôn Bích Đào thuộc xã Ninh Sơn, huyện Hoa Lư để sáp nhập vào phường Đinh Tiên Hoàng thuộc thị xã Ninh Bình.

- Huyện Thanh Liêm

1. Chia xã Thanh Chung thành hai xã lấy tên là xã Thanh Châu và xã Liêm Chung.
2. Chia xã Thanh Giang thành hai xã lấy tên là xã Liêm Tuyền và xã Liêm Chính.

- Huyện Hoa Lư

1. Tách thôn Kỳ Vĩ của xã Ninh Thành để sáp nhập vào xã Ninh Nhất cùng huyện.
2. Tách xóm Bắc của xã Ninh Phong để sáp nhập vào xã Ninh Thành cùng huyện.

- Huyện Tam Điệp

1. Tách các thôn: Mai Thôn, Bình Sơn của xã Yên Bình để sáp nhập vào xã Khánh Thượng cùng huyện.

#### Năm 1982: Quyết định số 200-HĐBT
- Quyết định số 200-HĐBT[15] ngày 17 tháng 12 năm 1982 của Hội đồng Bộ trưởng về việc mở rộng địa giới hai thị xã Hà Nam, Ninh Bình và thành lập thị xã Tam Điệp thuộc tỉnh Hà Nam Ninh:
- Huyện Thanh Liêm, thị xã Hà Nam

1. Tách 2 xã Thanh Châu và Liêm Chính của huyện Thanh Liêm để sáp nhập vào thị xã Hà Nam.
2. Thị xã Hà Nam sau khi được mở rộng gồm 4 phường là: Lương Khánh Thiện, Minh Khai, Hai Bà Trưng, Trần Hưng Đạo và 2 xã là: Thanh Châu, Liêm Chính.

- Huyện Hoa Lư, thị xã Ninh Bình

1. Tách xã Ninh Thành của huyện Hoa Lư (trừ 20 hécta đất của thôn Phúc Am) để sáp nhập vào thị xã Ninh Bình.
2. Thị xã Ninh Bình sau khi được mở rộng gồm 4 phường là Đinh Tiên Hoàng, Quang Trung, Lương Văn Tụy, Văn Giang và 1 xã Ninh Thành.

- Huyện Tam Điệp, thị xã Tam Điệp

1. Thành lập thị xã Tam Điệp. Thị xã Tam Điệp gồm: thị trấn Tam Điệp, các xã Yên Bình, Yên Sơn của huyện Tam Điệp cắt sang.
2. Sau khi được thành lập, thị xã Tam Điệp gồm 3 phường là: Bắc Sơn, Trung Sơn, Nam Sơn và 4 xã là: Yên Bình, Yên Sơn, Đông Sơn, Quang Sơn.

#### Năm 1984: Quyết định số 2-HĐBT
- Quyết định số 2-HĐBT[16] ngày 10 tháng 1 năm 1984 của Hội đồng Bộ trưởng về việc phân vạch địa giới một số xã, thị trấn thuộc tỉnh Hà Nam Ninh:
- Huyện Nam Ninh

1. Chia xã Chính Nghĩa (huyện Nam Ninh) thành 2 đơn vị hành chính lấy tên là xã Trực Chính và thị trấn Cổ Lễ.

- Huyện Tam Điệp

1. Chia xã Yên Phong (huyện Tam Điệp) thành 2 xã lấy tên là xã Yên Phong và xã Yên Từ.

- Huyện Kim Bảng

1. Chia xã Khả Phong (huyện Kim Bảng) thành 2 xã lấy tên là xã Khả Phong và xã Ba Sao.

- Huyện Thanh Liêm

1. Chia xã Thanh Tuyền (huyện Thanh Liêm) thành 2 đơn vị hành chính lấy tên là xã Thanh Tuyền và thị trấn Kiên Khê.

- Huyện Duy Tiên

1. Cắt 272 hécta đất do các trạm trại của Trung ương, tỉnh, huyện quản lý đóng trên khu vực Đồng Văn; cắt 15 hécta của phố Đồng Văn thuộc xã Duy Minh; cắt 130 hécta của phố Đồng Văn thuộc đất Hoàng Đông và làng Đồng Văn của xã Hoàng Đông để thành lập thị trấn Đồng Văn.

#### Năm 1984: Quyết định số 5-HĐBT
- Quyết định số 5-HĐBT[17] ngày 12 tháng 1 năm 1984 của Hội đồng Bộ trưởng về việc mở rộng địa giới thành phố Nam Định thuộc tỉnh Hà Nam Ninh:
- Huyện Bình Lục, thành phố Nam Định

1. Sáp nhập xã Mỹ Phúc và xã Mỹ Trung của huyện Bình Lục vào thành phố Nam Định thuộc tỉnh Hà Nam Ninh.

#### Năm 1985: Quyết định số 142-HĐBT
- Quyết định số 142-HĐBT[18] ngày 23 tháng 5 năm 1985 của Hội đồng Bộ trưởng về việc điều chỉnh địa giới hành chính một số phường của thành phố Nam Định thuộc tỉnh Hà Nam Ninh:
- Thành phố Nam Định

1. Tách 4 tổ dân phố (gồm 490 nhân khẩu) của phường Trần Đăng Ninh để sáp nhập vào phường Trường Thi; chia phường Trường Thi thành hai phường lấy tên là phường Trường Thi và phường Văn Miếu.
2. Tách 14 tổ dân phố (gồm 3015 nhân khẩu) của phường Trần Hưng Đạo, 8 tổ dân phố (gồm 1200 nhân khẩu) của phường Trần Đăng Ninh để sáp nhập vào phường Năng Tĩnh; chia phường Năng Tĩnh thành hai phường lấy tên là phường Năng Tĩnh và phường Ngô Quyền.
3. Tách 5 tổ dân phố (gồm 981 nhân khẩu) của phường Trân Đăng Ninh, 5 tổ dân phố (gồm 1057 nhân khẩu) của phường Quang Trung, 1 tổ dân phố (gồm 233 nhân khẩu) của phường Trần Hưng Đạo, 4 tổ dân phố (gồm 537 nhân khẩu) của phường Nguyễn Du để sáp nhập vào phường Cửa Bắc; chia phường Cửa Bắc thành hai phường lấy tên là phường Cửa Bắc và phường Bà Triệu.
4. Tách của phường Nguyễn Du 4 tổ dân phố (gồm 537 nhân khẩu) để sáp nhập vào phường Trần Hưng Đạo, 4 tổ dân phố (gồm 433 nhân khẩu) để sáp nhập vào phường Phan Đình Phùng.
5. Tách của phường Phan Đình Phùng 7 tổ dân phố (gồm 1542 nhân khẩu) để sáp nhập vào phường Trần Hưng Đạo, 26 tổ dân phố (gồm 4436 nhân khẩu) để sáp nhập vào phường Vị Xuyên.
6. Chia phường Vị Xuyên thành hai phường mới lấy tên là phường Vị Xuyên và phường Vị Hoàng.
7. Chia phường Trần Tế Xương thành hai phường lấy tên là phường Trần Tế Xương và phường Hạ Long.
8. Sau khi điều chỉnh địa giới, nội thành của thành phố Nam Định có 15 phường Trường Thi, Văn Miếu, Năng Tĩnh, Cửa Bắc, Trần Đăng Ninh, Bà Triệu, Ngô Quyền, Trần Hưng Đạo, Quang Trung, Nguyễn Du, Vị Hoàng, Vị Xuyên, Hạ Long, Trần Tế Xương và Phan Đình Phùng.

#### Năm 1986: Quyết định số 34-HĐBT
- Quyết định số 34-HĐBT[19] ngày 1 tháng 4 năm 1985 của Hội đồng Bộ trưởng về việc điều chỉnh địa giới hành chính một số xã, thị trấn thuộc tỉnh Hà Nam Ninh:
- Huyện Kim Sơn

1. Thành lập xã Kim Hải tại vùng kinh tế mới thuộc huyện Kim Sơn.

- Huyện Hải Hậu

1. Thành lập thị trấn Yên Định (thị trấn huyện lỵ huyện Hải Hậu) trên cơ sở 31,72 hécta diện tích tự nhiên của xã Hải Bắc; 79,04 hécta diện tích tự nhiên của xã Hải Hưng và 112,6 hécta diện tích tự nhiên của xã Hải Phương.

- Huyện Xuân Thủy

1. Thành lập thị trấn Ngô Đồng (thị trấn huyện lỵ huyện Xuân Thủy) trên cơ sở 141,25 hécta diện tích tự nhiên của xã Bình Hòa; 72,46 hécta diện tích tự nhiên của xã Hoành Sơn và 2,02 hécta diện tích tự nhiên của xã Xuân Phú.

- Huyện Ý Yên

1. Thành lập thị trấn Lâm (thị trấn huyện lỵ huyện Ý Yên) trên cơ sở 416,04 hécta diện tích tự nhiên của xã Yên Xá; 30,37 hécta diện tích tự nhiên của xã Yên Ninh; 24,50 hécta diện tích tự nhiên của xã Yên Tiến và 4,27 hécta diện tích tự nhiên của xã Yên Hồng.

- Huyện Gia Viễn

1. Thành lập thị trấn Me (thị trấn huyện lỵ huyện Gia Viễn) trên cơ sở 70,80 hécta diện tích tự nhiên của xã Gia Vượng và 18,5 hécta diện tích tự nhiên của xã Gia Thịnh.

- Huyện Duy Tiên

1. Thành lập thị trấn Hòa Mạc (thị trấn huyện lỵ huyện Duy Tiên) trên cơ sở 46,68 hécta diện tích tự nhiên của xã Yên Bắc; và 122,31 hécta diện tích tự nhiên của xã Trắc Văn.

- Huyện Kim Bảng

1. Thành lập thị trấn Quế (thị trấn huyện lỵ huyện Kim Bảng) trên cơ sở 15 hécta diện tích tự nhiên của xã Kim Bình, 111,13 hécta diện tích tự nhiên của xã Văn Xá và 62,05 hécta diện tích tự nhiên của xã Ngọc Sơn.

- Huyện Vụ Bản

1. Thành lập thị trấn Gôi (thị trấn huyện lỵ huyện Vụ Bản) trên cơ sở 485,5 hécta diện tích tự nhiên của xã Tam Thanh.

#### Năm 1987: Quyết định số 26-HĐBT
- Quyết định số 26-HĐBT[20] ngày 13 tháng 2 năm 1987 của Hội đồng Bộ trưởng về việc thành lập và đổi tên một số thị trấn của các huyện Bình Lục, Lý Nhân, Nghĩa Hưng và Kim Sơn thuộc tỉnh Hà Nam Ninh:
- Huyện Bình Lục

1. Thành lập thị trấn Bình Mỹ (thị trấn huyện lỵ huyện Bình Lục) trên cơ sở 1,44 hécta đất với 51 nhân khẩu của xã An Đổ; 164,48 hécta đất với 947 nhân khẩu của xã An Mỹ; 90 hécta đất với 573 nhân khẩu của xã Mỹ Thọ và 3,91 hécta đất của xã Trung Lương.

- Huyện Lý Nhân

1. Thành lập thị trấn Vĩnh Trụ (thị trấn huyện lỵ huyện Lý Nhân) trên cơ sở 175,84 hécta đất với 3.518 nhân khẩu của xã Đồng Lý và 3,15 hécta đất của xã Đức Lý.

- Huyện Nghĩa Hưng

1. Giải thể xã Nghĩa Hiệp; thành lập thị trấn Liễu Đề (thị trấn huyện lỵ huyện Nghĩa Hưng) trên cơ sở diện tích và dân số của xã này với 26,8 hécta đất của xã Nghĩa Trung.
2. Đổi tên thị trấn nông trường Rạng Đông thành thị trấn Rạng Đông.

- Huyện Kim Sơn

1. Đổi tên thị trấn nông trường Bình Minh thành thị trấn Bình Minh.

#### Năm 1987: Quyết định số 106-HĐBT
- Quyết định số 106-HĐBT[21] ngày 9 tháng 7 năm 1987 của Hội đồng Bộ trưởng về việc phân vạch địa giới hành chính thị trấn Phát Diệm của huyện Kim Sơn thuộc tỉnh Hà Nam Ninh:
- Huyện Kim Sơn

1. Thị trấn Phát Diệm có tổng diện tích tự nhiên 105 hécta với 8.827 nhân khẩu, trong đó có 26 hécta diện tích tự nhiên với 1.840 nhân khẩu của thôn Phát Diệm thuộc xã Lưu Phương; 53,29 hécta diện tích tự nhiên với 4.100 nhân khẩu của 2 thôn Phú Vinh, Thượng Kiệm thuộc xã Thượng Kiệm và 25,71 hécta diện tích tự nhiên với 2.887 nhân khẩu của 2 thôn Từ Chính, Kim Thái thuộc xã Kim Chính.

### TỉnhNam Hà

#### Năm 1991: Quốc hội khóa VIII, Kỳ họp thứ 10
- Nghị quyết ngày 26 tháng 12 năm 1991 của Quốc hội khóa VIII, Kỳ họp thứ 10[22] về việc phân vạch lại địa giới hành chính một số tỉnh:
- Tỉnh Hà Nam Ninh, tỉnh Nam Hà, tỉnh Nam Định

1. Chia tỉnh Hà Nam Ninh thành 2 tỉnh, lấy tên là tỉnh Nam Hà và tỉnh Ninh Bình.
2. Tỉnh Nam Hà có 13 đơn vị hành chính gồm: thành phố Nam Định, thị xã Hà Nam và 11 huyện: Xuân Thủy, Hải Hậu, Nghĩa Hưng, Nam Ninh, Ý Yên, Vụ Bản, Bình Lục, Lý Nhân, Thanh Liêm, Duy Tiên, Kim Bảng có diện tích tự nhiên 2.423,59 km2; với số dân 2.435.995 người. Tỉnh lỵ: Thành phố Nam Định.

### TỉnhHà Nam

#### Năm 1996: Quốc hội khóa IX, Kỳ họp thứ 10
- Nghị quyết ngày 6 tháng 11 năm 1996 của Quốc hội khóa IX, Kỳ họp thứ 10[23] về việc chia và điều chỉnh địa giới hành chính một số tỉnh:
- Tỉnh Nam Hà, tỉnh Hà Nam

1. Chia tỉnh Nam Hà thành hai tỉnh là tỉnh Hà Nam và tỉnh Nam Định:
  1. Tỉnh Hà Nam có sáu đơn vị hành chính gồm: Thị xã Phủ Lý và năm huyện: Lý Nhân, Bình Lục, Kim Bảng, Thanh Liêm, Duy Tiên; có diện tích 826,66 km2, với số dân 804.800 người. Tỉnh lỵ: Thị xã Phủ Lý.
  2. Tỉnh Nam Định có bảy đơn vị hành chính gồm: Thành phố Nam Định và sáu huyện: Xuân Thủy, Hải Hậu, Nghĩa Hưng, Nam Ninh, Ý Yên, Vụ Bản và 7 xã Mỹ Thuận, Mỹ Tiến, Mỹ Hà, Mỹ Thịnh, Mỹ Thành, Mỹ Thắng, Mỹ Hưng thuộc huyện Bình Lục nay chuyển giao về thành phố Nam Định thuộc tỉnh Nam Định quản lý; có diện tích 1.669,36 km2, với số dân 1.898.100 người. Tỉnh lỵ: Thành phố Nam Định.

#### Năm 2000: Nghị định số 53/2000/NĐ-CP
- Nghị định số 53/2000/NĐ-CP[24] ngày 25 tháng 9 năm 2000 của Chính phủ về việc điều chỉnh địa giới hành chính, mở rộng thị xã Phủ Lý, tỉnh Hà Nam:
- Huyện Kim Bảng, huyện Duy Tiên, huyện Thanh Liêm, thị xã Phủ Lý

1. Sáp nhập nguyên trạng các xã Phù Vân, xã Châu Sơn thuộc huyện Kim Bảng vào thị xã Phủ Lý.
2. Sáp nhập nguyên trạng xã Liêm Trung thuộc huyện Thanh Liêm vào thị xã Phủ Lý.
3. Sáp nhập nguyên trạng xã Lam Hạ thuộc huyện Duy Tiên vào thị xã Phủ Lý.
4. Sau khi điều chỉnh địa giới hành chính các huyện để mở rộng thị xã:
  1. Thị xã Phủ Lý có 3.424,87 ha diện tích tự nhiên và 70.495 nhân khẩu.
  2. Huyện Kim Bảng có 18.444,11 ha diện tích tự nhiên và 128.771 nhân khẩu; gồm 19 đơn vị hành chính trực thuộc.
  3. Huyện Thanh Liêm có 17.493,37 ha diện tích tự nhiên và 132.198 nhân khẩu; gồm 20 đơn vị hành chính trực thuộc.
  4. Huyện Duy Tiên có 13.105,18 ha diện tích tự nhiên và 127.618 nhân khẩu; gồm 21 đơn vị hành chính trực thuộc.

- Thị xã Phủ Lý

1. Thành lập phường Lê Hồng Phong trên cơ sở 271,78 ha diện tích tự nhiên và 6.083 nhân khẩu của xã Châu Sơn.
2. Thành lập phường Quang Trung trên cơ sở 222,5 ha diện tích tự nhiên và 3.042 nhân khẩu của xã Lam Hạ; 23,56 ha diện tích tự nhiên và 2.503 nhân khẩu của phường Lương Khánh Thiện; 15,53 ha diện tích tự nhiên và 721 nhân khẩu của phường Minh Khai.
3. Sáp nhập 0,9 ha diện tích tự nhiên và 18 nhân khẩu thuộc xã Liêm Chính vào phường Lương Khánh Thiện.
4. Sáp nhập 13,24 ha diện tích tự nhiên và 17 nhân khẩu thuộc xã Liêm Chính vào phường Minh Khai. Sáp nhập 1.570 nhân khẩu thuộc phường Minh Khai vào xã Phù Vân.
5. Sáp nhập 36,47 ha diện tích tự nhiên và 519 nhân khẩu thuộc xã Liêm Chính vào phường Hai Bà Trưng. Sáp nhập 2,5 ha diện tích tự nhiên thuộc xã Thanh Châu vào phường Hai Bà Trưng.
6. Sáp nhập 12,81 ha diện tích tự nhiên và 12 nhân khẩu thuộc xã Liêm Chính vào phường Trần Hưng Đạo. Sáp nhập 0,2 ha diện tích tự nhiên thuộc xã Thanh Châu vào phường Trần Hưng Đạo.
7. Sau khi điều chỉnh, xã Liêm Chính có 332,47 ha diện tích tự nhiên và 4.128 nhân khẩu, xã Thanh Châu có 323,55 ha diện tích tự nhiên và 5.430 nhân khẩu, xã Châu Sơn có 555,82 ha diện tích tự nhiên và 5.945 nhân khẩu, xã Lam Hạ có 621,59 ha diện tích tự nhiên và 5.561 nhân khẩu, xã Phù Vân có 564,85 ha diện tích tự nhiên và 7.791 nhân khẩu.
8. Thị xã Phủ Lý sau khi điều chỉnh địa giới hành chính có 12 đơn vị hành chính trực thuộc gồm các phường: Lê Hồng Phong, Quang Trung, Lương Khánh Thiện, Minh Khai, Hai Bà Trưng, Trần Hưng Đạo và các xã: Liêm Chính, Thanh Châu, Châu Sơn, Lam Hạ, Liêm Chung, Phù Vân.

#### Năm 2008: Nghị định số 72/2008/NĐ-CP
- Nghị định số 72/2008/NĐ-CP[25] ngày 9 tháng 6 năm 2008 của Chính phủ về việc thành lập thành phố Phủ Lý thuộc tỉnh Hà Nam:
- Thành phố Phủ Lý

1. Thành lập thành phố Phủ Lý thuộc tỉnh Hà Nam trên cơ sở toàn bộ diện tích tự nhiên, dân số và các đơn vị hành chính trực thuộc của thị xã Phủ Lý.
2. Thành phố Phủ Lý có diện tích tự nhiên 3.426,77 ha và 121.350 nhân khẩu, có 12 đơn vị hành chính, gồm các phường: Minh Khai, Hai Bà Trưng, Lương Khánh Thiện, Trần Hưng Đạo, Quang Trung, Lê Hồng Phong và các xã: Thanh Châu, Liêm Chính, Lam Hạ, Phù Vân, Liêm Chung, Châu Sơn.

#### Năm 2009: Nghị quyết số 41/NQ-CP
- Nghị quyết số 41/NQ-CP[26] ngày 27 tháng 8 năm 2009 của Chính phủ về việc thành lập thị trấn Ba Sao thuộc huyện Kim Bảng, tỉnh Hà Nam:
- Huyện Kim Bảng

1. Thành lập thị trấn Ba Sao trên cơ sở nguyên trạng xã Ba Sao thuộc huyện Kim Bảng, tỉnh Hà Nam.
2. Sau khi thành lập thị trấn Ba Sao, huyện Kim Bảng có 19 đơn vị hành chính trực thuộc, bao gồm: thị trấn Quế, thị trấn Ba Sao và các xã: Văn Xá, Đồng Hóa, Tân Sơn, Liên Sơn, Nhật Tựu, Lê Hồ, Kim Bình, Hoàng Tây, Thụy Lôi, Đại Cương, Nhật Tân, Nguyễn Úy, Ngọc Sơn, Thi Sơn, Thanh Sơn, Khả Phong, Tượng Lĩnh.

#### Năm 2013: Nghị quyết số 89/NQ-CP
- Nghị quyết số 89/NQ-CP[27] ngày 23 tháng 7 năm 2013 của Chính phủ về việc điều chỉnh địa giới hành chính các huyện Duy Tiên, Bình Lục, Thanh Liêm, Kim Bảng để mở rộng địa giới hành chính thành phố Phủ Lý và thành lập các phường thuộc thành phố Phủ Lý, tỉnh Hà Nam:
- Huyện Duy Tiên, huyện Bình Lục, huyện Thanh Liêm, huyện Kim Bảng, thành phố Phủ Lý

1. Điều chỉnh 1.673,79 ha diện tích tự nhiên và 12.417 nhân khẩu của huyện Duy Tiên (gồm toàn bộ diện tích tự nhiên và nhân khẩu của các xã Tiên Tân, Tiên Hiệp và Tiên Hải); 1.236,54 ha diện tích tự nhiên và 12.868 nhân khẩu của huyện Bình Lục (gồm toàn bộ diện tích tự nhiên và nhân khẩu của các xã Đinh Xá, Trịnh Xá); 1.359,30 ha diện tích tự nhiên và 16.154 nhân khẩu của huyện Thanh Liêm (gồm toàn bộ diện tích tự nhiên và nhân khẩu của các xã Liêm Tuyền, Liêm Tiết; 458,31 ha diện tích tự nhiên và toàn bộ 7.478 nhân khẩu của xã Thanh Tuyền); 1.090,90 ha diện tích tự nhiên và 11.108 nhân khẩu của huyện Kim Bảng (gồm 628,53 ha diện tích tự nhiên và toàn bộ 5.945 nhân khẩu của xã Kim Bình; 462,37 ha diện tích tự nhiên và 5.163 nhân khẩu của xã Thanh Sơn) về thành phố Phủ Lý quản lý.
2. Điều chỉnh phần diện tích tự nhiên còn lại của xã Thanh Tuyền, huyện Thanh Liêm là 8,46 ha (gồm diện tích trụ sở Huyện ủy, Hội đồng nhân dân, Ủy ban nhân dân huyện Thanh Liêm và trụ sở một số cơ quan trực thuộc huyện) về xã Thanh Hà, huyện Thanh Liêm quản lý.
3. Điều chỉnh phần diện tích tự nhiên còn lại của xã Kim Bình, huyện Kim Bảng là 6,04 ha (gồm diện tích nhà máy nước và trạm bơm trục đứng Quế) về thị trấn Quế, huyện Kim Bảng quản lý.
4. Điều chỉnh 462,37 ha diện tích tự nhiên và 5.163 nhân khẩu của xã Thanh Sơn, huyện Kim Bảng về phường Lê Hồng Phong, thành phố Phủ Lý quản lý.

- Thành phố Phủ Lý

1. Thành lập các phường thuộc thành phố Phủ Lý
  1. Thành lập phường Thanh Châu thuộc thành phố Phủ Lý trên cơ sở toàn bộ xã Thanh Châu.
  2. Thành lập phường Châu Sơn thuộc thành phố Phủ Lý trên cơ sở toàn bộ xã Châu Sơn.
  3. Thành lập phường Liêm Chính thuộc thành phố Phủ Lý trên cơ sở toàn bộ xã Liêm Chính.
  4. Thành lập phường Lam Hạ thuộc thành phố Phủ Lý trên cơ sở toàn bộ xã Lam Hạ.
  5. Thành lập phường Thanh Tuyền thuộc thành phố Phủ Lý trên cơ sở toàn bộ xã Thanh Tuyền (sau khi điều chỉnh về thành phố Phủ Lý quản lý).
2. Sau khi điều chỉnh địa giới hành chính các huyện, xã để mở rộng địa giới hành chính thành phố Phủ Lý và thành lập các phường thuộc thành phố Phủ Lý
  1. Thành phố Phủ Lý có 8.787,30 ha diện tích tự nhiên, 136.654 nhân khẩu và 21 đơn vị hành chính cấp xã, gồm 11 phường: Minh Khai, Hai Bà Trưng, Lương Khánh Thiện, Trần Hưng Đạo, Lê Hồng Phong, Quang Trung, Thanh Châu, Liêm Chính, Châu Sơn, Lam Hạ, Thanh Tuyền và 10 xã: Liêm Chung, Phù Vân, Tiên Tân, Tiên Hiệp, Tiên Hải, Đinh Xá, Trịnh Xá, Liêm Tuyền, Liêm Tiết, Kim Bình.
  2. Huyện Duy Tiên còn lại 12.100,36 ha diện tích tự nhiên, 115.011 nhân khẩu và 18 đơn vị hành chính cấp xã, gồm 02 thị trấn: Đồng Văn, Hòa Mạc và 16 xã: Mộc Bắc, Mộc Nam, Chuyên Ngoại, Trác Văn, Châu Giang, Yên Bắc, Yên Nam, Đọi Sơn, Châu Sơn, Tiên Phong, Tiên Ngoại, Tiên Nội, Bạch Thượng, Hoàng Đông, Duy Minh, Duy Hải.
  3. Huyện Bình Lục còn lại 14.401,02 ha diện tích tự nhiên, 133.978 nhân khẩu và 19 đơn vị hành chính cấp xã, gồm thị trấn Bình Mỹ và 18 xã: Bình Nghĩa, Tràng An, Đồng Du, Ngọc Lũ, Hưng Công, Đồn Xá, An Ninh, Bồ Đề, Bối Cầu, An Mỹ, An Nội, Vũ Bản, Trung Lương, Mỹ Thọ, An Đổ, La Sơn, Tiêu Động, An Lão.
  4. Huyện Thanh Liêm còn lại 16.471,98 ha diện tích tự nhiên, 113.077 nhân khẩu và 17 đơn vị hành chính cấp xã, gồm thị trấn Kiện Khê và 16 xã: Liêm Phong, Liêm Cần, Liêm Thuận, Liêm Túc, Liêm Sơn, Thanh Bình, Thanh Thủy, Thanh Phong, Thanh Lưu, Thanh Tân, Thanh Hương, Thanh Nghị, Thanh Tâm, Thanh Nguyên, Thanh Hải, Thanh Hà.
  5. Huyện Kim Bảng còn lại 17.571,72 ha diện tích tự nhiên, 116.054 nhân khẩu và 18 đơn vị hành chính cấp xã, gồm 02 thị trấn: Quế, Ba Sao và 16 xã: Tượng Lĩnh, Nguyễn Úy, Lê Hồ, Tân Sơn, Thụy Lôi, Ngọc Sơn, Đồng Hóa, Đại Cương, Nhật Tân, Nhật Tựu, Hoàng Tây, Văn Xá, Khả Phong, Liên Sơn, Thi Sơn, Thanh Sơn.
  6. Tỉnh Hà Nam có 86.049 ha diện tích tự nhiên, 786.860 nhân khẩu và 06 đơn vị hành chính cấp huyện, gồm thành phố Phủ Lý thuộc tỉnh và 05 huyện: Bình Lục, Duy Tiên, Kim Bảng, Thanh Liêm, Lý Nhân; 116 đơn vị hành chính cấp xã, gồm 98 xã, 11 phường và 07 thị trấn.

#### Năm 2019: Nghị quyết số 829/NQ-UBTVQH14
- Nghị quyết số 829/NQ-UBTVQH14[28] ngày 17 tháng 12 năm 2019 của Ủy ban Thường vụ Quốc hội về việc sắp xếp các đơn vị hành chính cấp huyện, cấp xã thuộc tỉnh Hà Nam:

- Huyện Duy Tiên

1. Điều chỉnh 0,434 km2 diện tích tự nhiên, 340 người của xã Yên Bắc; 0,857 km2 diện tích tự nhiên, 746 người của xã Tiên Nội; 0,828 km2 diện tích tự nhiên của xã Hoàng Đông; 0,44 km2 diện tích tự nhiên của xã Duy Minh; 0,0053 km2 diện tích tự nhiên của xã Bạch Thượng vào thị trấn Đồng Văn.
2. Điều chỉnh 2,119 km2 diện tích tự nhiên, 3.794 người của xã Yên Bắc; 1,721 km2 diện tích tự nhiên, 334 người của xã Châu Giang vào thị trấn Hòa Mạc.
3. Điều chỉnh 0,068 km2 diện tích tự nhiên của xã Yên Bắc; 0,17 km2 diện tích tự nhiên của thị trấn Đồng Văn vào xã Bạch Thượng.
4. Điều chỉnh 0,633 km2 diện tích tự nhiên của thị trấn Đồng Văn; 1,483 km2 diện tích tự nhiên của xã Bạch Thượng; 0,032 km2 diện tích tự nhiên của xã Duy Hải vào xã Duy Minh.
5. Điều chỉnh 0,023 km2 diện tích tự nhiên của xã Hoàng Đông vào xã Tiên Nội.
6. Điều chỉnh 0,441 km2 diện tích tự nhiên và 256 người của xã Duy Minh vào xã Duy Hải.
7. Điều chỉnh 0,049 km2 diện tích tự nhiên của thị trấn Đồng Văn; 0,017 km2 diện tích tự nhiên của xã Tiên Nội vào xã Hoàng Đông;

- Thị xã Duy Tiên

1. Thành lập thị xã Duy Tiên trên cơ sở toàn bộ huyện Duy Tiên, tỉnh Hà Nam.
2. Thành lập các phường thuộc thị xã Duy Tiên sau khi điều chỉnh địa giới đơn vị hành chính như sau:
  1. Thành lập phường Bạch Thượng trên cơ sở toàn bộ xã Bạch Thượng.
  2. Thành lập phường Châu Giang trên cơ sở toàn bộ xã Châu Giang.
  3. Thành lập phường Duy Hải trên cơ sở toàn bộ xã Duy Hải.
  4. Thành lập phường Duy Minh trên cơ sở toàn bộ xã Duy Minh.
  5. Thành lập phường Đồng Văn trên cơ sở toàn bộ thị trấn Đồng Văn.
  6. Thành lập phường Hòa Mạc trên cơ sở toàn bộ thị trấn Hòa Mạc.
  7. Thành lập phường Hoàng Đông trên cơ sở toàn bộ xã Hoàng Đông.
  8. Thành lập phường Tiên Nội trên cơ sở toàn bộ xã Tiên Nội.
  9. Thành lập phường Yên Bắc trên cơ sở toàn bộ xã Yên Bắc.
3. Thành lập xã Tiên Sơn trên cơ sở nhập toàn bộ xã Châu Sơn, xã Tiên Phong và xã Đọi Sơn.
4. Sau khi thành lập, thị xã Duy Tiên có 16 đơn vị hành chính cấp xã, gồm 09 phường: Bạch Thượng, Châu Giang, Duy Hải, Duy Minh, Đồng Văn, Hòa Mạc, Hoàng Đông, Tiên Nội, Yên Bắc và 07 xã: Chuyên Ngoại, Mộc Bắc, Mộc Nam, Tiên Ngoại, Tiên Sơn, Trác Văn, Yên Nam.

- Huyện Bình Lục

1. Nhập toàn bộ xã Mỹ Thọ và xã An Mỹ vào thị trấn Bình Mỹ.
2. Sau khi sắp xếp, huyện Bình Lục có 17 đơn vị hành chính cấp xã, gồm 16 xã và 01 thị trấn.

- Huyện Lý Nhân

1. Thành lập xã Trần Hưng Đạo trên cơ sở nhập toàn bộ xã Nhân Hưng và xã Nhân Đạo.
2. Nhập toàn bộ xã Đồng Lý vào thị trấn Vĩnh Trụ.
3. Sau khi sắp xếp, huyện Lý Nhân có 21 đơn vị hành chính cấp xã, gồm 20 xã và 01 thị trấn.

- Huyện Thanh Liêm

1. Thành lập thị trấn Tân Thanh trên cơ sở nhập toàn bộ xã Thanh Bình và xã Thanh Lưu.
2. Sau khi sắp xếp, huyện Thanh Liêm có 16 đơn vị hành chính cấp xã, gồm 14 xã và 02 thị trấn.
3. Tỉnh Hà Nam có 06 đơn vị hành chính cấp huyện, gồm 04 huyện, 01 thành phố và 01 thị xã; 109 đơn vị hành chính cấp xã, gồm 83 xã, 20 phường và 06 thị trấn.

#### Năm 2024: Nghị quyết số 1288/NQ-UBTVQH15
- Nghị quyết số 1288/NQ-UBTVQH15[29] ngày 14 tháng 11 năm 2024 của Ủy ban Thường vụ Quốc hội về việc sắp xếp đơn vị hành chính cấp huyện, cấp xã của tỉnh Hà Nam giai đoạn 2023 - 2025:
- Thị xã Kim Bảng

1. Thành lập thị xã Kim Bảng trên cơ sở toàn bộ huyện Kim Bảng.
2. Thành lập các phường thuộc thị xã Kim Bảng như sau:
  1. Thành lập phường Quế trên cơ sở toàn bộ thị trấn Quế.
  2. Thành lập phường Ba Sao trên cơ sở toàn bộ thị trấn Ba Sao.
  3. Thành lập phường Tượng Lĩnh trên cơ sở toàn bộ xã Tượng Lĩnh.
  4. Thành lập phường Thi Sơn trên cơ sở toàn bộ xã Thi Sơn.
  5. Thành lập phường Đồng Hóa trên cơ sở toàn bộ xã Đồng Hóa.
  6. Thành lập phường Ngọc Sơn trên cơ sở toàn bộ xã Ngọc Sơn.
  7. Thành lập phường Đại Cương trên cơ sở toàn bộ xã Đại Cương.
  8. Thành lập phường Lê Hồ trên cơ sở toàn bộ xã Lê Hồ.
  9. Thành lập phường Tân Sơn trên cơ sở toàn bộ xã Tân Sơn.
  10. Thành lập phường Tân Tựu trên cơ sở nhập toàn bộ xã Nhật Tân và Nhật Tựu.
3. Sau khi thành lập, thị xã Kim Bảng có 17 đơn vị hành chính cấp xã, gồm 10 phường: Ba Sao, Đại Cương, Đồng Hóa, Lê Hồ, Ngọc Sơn, Quế, Tân Sơn, Tân Tựu, Thi Sơn, Tượng Lĩnh và 07 xã: Hoàng Tây, Khả Phong, Liên Sơn, Nguyễn Úy, Thanh Sơn, Thụy Lôi, Văn Xá.

- Huyện Bình Lục

1. Thành lập xã Bình An trên cơ sở nhập toàn bộ xã Bối Cầu, xã An Nội và xã Bình Nghĩa.
2. Sau khi sắp xếp, huyện Bình Lục có 15 đơn vị hành chính cấp xã, gồm 14 xã và 01 thị trấn.

- Thị xã Duy Tiên

1. Thành lập xã Mộc Hoàn trên cơ sở nhập toàn bộ xã Mộc Nam và xã Mộc Bắc.
2. Sau khi sắp xếp, thị xã Duy Tiên có 15 đơn vị hành chính cấp xã, gồm 09 phường và 06 xã.

- Thành phố Phủ Lý

1. Thành lập phường Châu Cầu trên cơ sở nhập toàn bộ phường Minh Khai, phường Lương Khánh Thiện, phường Hai Bà Trưng và phường Trần Hưng Đạo.
2. Nhập toàn bộ xã Liêm Chung vào phường Liêm Chính.
3. Nhập toàn bộ xã Tiên Hải vào phường Lam Hạ.
4. Thành lập phường Tân Liêm trên cơ sở nhập toàn bộ xã Liêm Tuyền và xã Liêm Tiết.
5. Thành lập phường Tân Hiệp trên cơ sở nhập toàn bộ xã Tiên Hiệp và xã Tiên Tân.
6. Sau khi sắp xếp, thành phố Phủ Lý có 14 đơn vị hành chính cấp xã, gồm 10 phường và 04 xã.
7. Tỉnh Hà Nam có 06 đơn vị hành chính cấp huyện, gồm 03 huyện, 02 thị xã và 01 thành phố; 98 đơn vị hành chính cấp xã, gồm 65 xã, 29 phường và 04 thị trấn.

#### Năm 2025: Nghị quyết số 202/2025/QH15
- Nghị quyết số 202/2025/QH15[30] ngày 12 tháng 6 năm 2025 của Quốc hội về việc sắp xếp đơn vị hành chính cấp tỉnh:
- Tỉnh Hà Nam, tỉnh Nam Định, tỉnh Ninh Bình

1. Sắp xếp toàn bộ diện tích tự nhiên, quy mô dân số của tỉnh Hà Nam, tỉnh Nam Định và tỉnh Ninh Bình thành tỉnh mới có tên gọi là tỉnh Ninh Bình.

| Đơn vị hành chính của tỉnh Hà Nam (tính đến ngày 12 tháng 6 năm 2025) | Đơn vị hành chính của tỉnh Hà Nam (tính đến ngày 12 tháng 6 năm 2025)   | Đơn vị hành chính của tỉnh Hà Nam (tính đến ngày 12 tháng 6 năm 2025) |
| Số thứ tự                                                             | Đơn vị hành chính cấp huyện                                             | Đơn vị hành chính cấp xã |
| --------------------------------------------------------------------- | ----------------------------------------------------------------------- | --- |
| 1                                                                     | Thành phố Phủ Lý                                                        | 10 phường: Châu Cầu, Châu Sơn, Lam Hạ, Lê Hồng Phong, Liêm Chính, Quang Trung, Tân Hiệp, Tân Liêm, Thanh Châu, Thanh Tuyền và 4 xã: Đinh Xá, Kim Bình, Phù Vân, Trịnh Xá                                                              |
| 2                                                                     | Thị xã Duy Tiên                                                         | 9 phường: Bạch Thượng, Châu Giang, Duy Hải, Duy Minh, Đồng Văn, Hòa Mạc, Hoàng Đông, Tiên Nội, Yên Bắc và 6 xã: Chuyên Ngoại, Mộc Hoàn, Tiên Ngoại, Tiên Sơn, Trác Văn, Yên Nam                                                       |
| 3                                                                     | Thị xã Kim Bảng                                                         | 10 phường: Ba Sao, Đại Cương, Đồng Hóa, Lê Hồ, Ngọc Sơn, Quế, Tân Sơn, Tân Tựu, Thi Sơn, Tượng Lĩnh và 7 xã: Hoàng Tây, Khả Phong, Liên Sơn, Nguyễn Uý, Thụy Lôi, Thanh Sơn, Văn Xá                                                   |
| 4                                                                     | Huyện Bình Lục                                                          | Thị trấn Bình Mỹ và 14 xã: An Đổ, An Lão, An Ninh, Bình An, Bình Nghĩa, Bồ Đề, Đồn Xá, Đồng Du, La Sơn, Ngọc Lũ, Tiêu Động, Tràng An, Trung Lương, Vũ Bản                                                                             |
| 5                                                                     | Huyện Lý Nhân                                                           | Thị trấn Vĩnh Trụ và 20 xã: Bắc Lý, Chân Lý, Chính Lý, Công Lý, Đạo Lý, Đức Lý, Hòa Hậu, Hợp Lý, Nguyên Lý, Nhân Bình, Nhân Chính, Nhân Khang, Nhân Mỹ, Nhân Nghĩa, Nhân Thịnh, Phú Phúc, Tiến Thắng, Trần Hưng Đạo, Văn Lý, Xuân Khê |
| 6                                                                     | Huyện Thanh Liêm                                                        | 2 thị trấn: Kiện Khê, Tân Thanh và 14 xã: Liêm Cần, Liêm Phong, Liêm Sơn, Liêm Thuận, Liêm Túc, Thanh Hà, Thanh Hải, Thanh Hương, Thanh Nghị, Thanh Nguyên, Thanh Phong, Thanh Tâm, Thanh Tân, Thanh Thủy                             |
| Tổng cộng                                                             | 06 đơn vị hành chính cấp huyện, gồm 03 huyện, 02 thị xã và 01 thành phố | 98 đơn vị hành chính cấp xã, gồm 65 xã, 29 phường và 04 thị trấn |

### TỉnhNam Định

#### Năm 1996: Quốc hội khóa IX, Kỳ họp thứ 10
- Nghị quyết ngày 6 tháng 11 năm 1996 của Quốc hội khóa IX, Kỳ họp thứ 10[31] về việc chia và điều chỉnh địa giới hành chính một số tỉnh:
- Tỉnh Nam Hà, tỉnh Hà Nam, tỉnh Nam Định

1. Chia tỉnh Nam Hà thành hai tỉnh là tỉnh Hà Nam và tỉnh Nam Định.
2. Tỉnh Hà Nam có sáu đơn vị hành chính gồm: Thị xã Phủ Lý và năm huyện: Lý Nhân, Bình Lục, Kim Bảng, Thanh Liêm, Duy Tiên; có diện tích 826,66 km2, với số dân 804.800 người. Tỉnh lỵ: Thị xã Phủ Lý.
3. Tỉnh Nam Định có bảy đơn vị hành chính gồm: Thành phố Nam Định và sáu huyện: Xuân Thủy, Hải Hậu, Nghĩa Hưng, Nam Ninh, Ý Yên, Vụ Bản và 7 xã Mỹ Thuận, Mỹ Tiến, Mỹ Hà, Mỹ Thịnh, Mỹ Thành, Mỹ Thắng, Mỹ Hưng thuộc huyện Bình Lục nay chuyển giao về thành phố Nam Định thuộc tỉnh Nam Định quản lý; có diện tích 1.669,36 km2, với số dân 1.898.100 người. Tỉnh lỵ: Thành phố Nam Định.

#### Năm 1997: Nghị định số 1-CP
- Nghị định số 1-CP[32] ngày 2 tháng 1 năm 1997 của Chính phủ về việc điều chỉnh địa giới thành phố Nam Định thuộc tỉnh Nam Hà:
- Huyện Nam Ninh, thành phố Nam Định

1. Chuyển hai xã Nam Phong và Nam Vân thuộc huyện Nam Ninh về thành phố Nam Định quản lý.
2. Sau khi điều chỉnh địa giới hành chính:
  1. Thành phố Nam Định có diện tích tự nhiên 6.760 ha và 263.600 nhân khẩu, gồm 25 phường, xã.
  2. Huyện Nam Ninh còn lại 25.960,86 ha diện tích tự nhiên và 327.400 nhân khẩu; gồm 35 xã, thị trấn.

#### Năm 1997: Nghị định số 19-CP
- Nghị định số 19-CP[33] ngày 26 tháng 2 năm 1997 của Chính phủ về việc điều chỉnh địa giới hành chính thành phố Nam Định, huyện Hải Hậu, chia các huyện Xuân Thủy, Nam Ninh và thành lập thị trấn Thịnh Long thuộc huyện Hải Hậu, tỉnh Nam Định:
- Thành phố Nam Định, huyện Mỹ Lộc

1. Thành lập huyện Mỹ Lộc trên cơ sở 7.897,72 ha diện tích tự nhiên và 74.354 nhân khẩu của thành phố Nam Định, gồm 11 đơn vị hành chính trực thuộc là các xã: Mỹ Trung, Mỹ Hưng, Mỹ Hà, Mỹ Thắng, Mỹ Thịnh, Mỹ Tiến, Mỹ Thuận, Mỹ Thành, Mỹ Tân và Lộc Hòa.
2. Thành phố Nam Định sau khi điều chỉnh địa giới hành chính còn lại 3.887,02 ha diện tích tự nhiên và 232.640 nhân khẩu, gồm 15 phường, 6 xã.

- Huyện Xuân Thủy, huyện Xuân Trường, huyện Giao Thủy

1. Chia huyện Xuân Thủy thành hai huyện Xuân Trường và Giao Thủy.
  1. Huyện Xuân Trường có 11.167,74 ha diện tích tự nhiên và 170.469 nhân khẩu, gồm 20 đơn vị hành chính trực thuộc là các xã: Xuân Thượng, Xuân Châu, Xuân Hồng, Xuân Thủy, Xuân Ngọc, Xuân Hùng, Xuân Tiên, Xuân Kiên, Xuân Ninh, Xuân Hoà, Xuân Vinh, Xuân Thành, Xuân Bắc, Xuân Phương, Xuân Trung, Xuân Đài, Xuân Tân, Xuân Phong, Xuân Phú, Thọ Nghiệp.
  2. Huyện Giao Thủy có 22.797,03 ha diện tích tự nhiên và 198.429 nhân khẩu, gồm 22 đơn vị hành chính trực thuộc là các xã: Hoàng Sơn, Giao Nhân, Giao Châu, Giao Hải, Giao Long, Bình Hoà, Giao Hà, Giao Tân, Giao Tiến, Giao Yến, Giao Thịnh, Giao Lâm, Giao Phong, Bạch Long, Giao Thiện, Giao An, Giao Thanh, Giao Hương, Hồng Thuận, Giao Lạc, Giao Xuân và thị trấn Ngô Đồng.

- Huyện Hải Hậu, huyện Nam Ninh, huyện Nam Trực, huyện Trực Ninh

1. Sáp nhập các xã Trực Thắng, Trực Đại, Trực Thái, Trực Cường, Trực Phú, Trực Hùng thuộc huyện Hải Hậu (với 4.556,51 ha diện tích tự nhiên và 53.621 nhân khẩu) vào huyện Nam Ninh và chia huyện Nam Ninh thành hai huyện Nam Trực và Trực Ninh.
  1. Huyện Nam Trực có 16.203,95 ha diện tích tự nhiên và 201.921 nhân khẩu, gồm 20 đơn vị hành chính trực thuộc là các xã: Nam Thắng, Nam Mỹ, Điền Xá, Tân Thịnh, Nam Toàn, Nghĩa An, Hồng Quang, Nam Dương, Nam Giang, Nam Hùng, Nam Hoa, Nam Hồng, Bình Minh, Nam Tiến, Đồng Sơn, Nam Lợi, Nam Cường, Nam Thái, Nam Hải, Nam Thanh.
  2. Huyện Trực Ninh có 14.318,96 ha diện tích tự nhiên và 188.189 nhân khẩu, gồm 21 đơn vị hành chính trực thuộc là các xã: Trực Thắng, Trực Đại, Trực Thái, Trực Cường, Trực Phú, Trực Hùng, Trực Nội, Trực Hưng, Trực Khang, Trực Mỹ, Trực Thuận, Trực Thanh, Trực Đạo, Trực Tuấn, Cát Thành, Phương Định, Trung Đông, Trực Chính, Liêm Hải, Việt Hùng và thị trấn Cổ Lễ.
  3. Huyện Hải Hậu sau khi điều chỉnh địa giới hành chính còn lại 22.641 ha diện tích tự nhiên và 279.230 nhân khẩu, gồm 35 xã, thị trấn.

- Huyện Hải Hậu

1. Thành lập thị trấn Thịnh Long thuộc huyện Hải Hậu trên cơ sở toàn bộ diện tích và dân số của xã Thịnh Long.

#### Năm 1997: Nghị định số 95-CP
- Nghị định số 95-CP[34] ngày 6 tháng 9 năm 1997 của Chính phủ về việc để xã Lộc Hòa tiếp tục trực thuộc thành phố Nam Định, tỉnh Nam Định:
- Thành phố Nam Định, huyện Mỹ Lộc

1. Nay để xã Lộc Hòa tiếp tục trực thuộc thành phố Nam Định.
2. Sau khi điều chỉnh địa giới hành chính:
  1. Thành phố Nam Định có 4.545,14 ha diện tích tự nhiên và 240.784 nhân khẩu gồm 15 phường: Hạ Long, Trần Tế Xương, Vị Xuyên, Vị Hoàng, Phan Đình Phùng, Nguyễn Du, Quang Trung, Ngô Quyền, Bà Triệu, Năng Tĩnh, Cửa Bắc, Trần Hưng Đạo, Trường Thi, Văn Miêu, Trần Đăng Ninh và 7 xã: Nam Vân, Nam Phong, Lộc Vượng, Lộc Hạ, Mỹ Xá, Lộc An và Lộc Hòa.
  2. Huyện Mỹ Lộc có 7.239,01 ha diện tích tự nhiên và 65.247 nhân khẩu, gồm 10 xã: Mỹ Trọng, Mỹ Phúc, Mỹ Hưng, Mỹ Hà, Mỹ Thắng, Mỹ Thịnh, Mỹ Tiến, Mỹ Thuận, Mỹ Thành và Mỹ Tân.

#### Năm 1998: Nghị định số 19/1998/NĐ-CP
- Nghị định số 19/1998/NĐ-CP[35] ngày 26 tháng 3 năm 1998 của Chính phủ về việc thành lập xã Giao Hưng thuộc huyện Giao Thủy, tỉnh Nam Định:
- Huyện Giao Thủy

1. Nay thành lập xã Giao Hưng thuộc huyện Giao Thủy, tỉnh Nam Định trên cơ sở 751,7 ha diện tích tự nhiên và 1.445 nhân khẩu của vùng bãi bồi Cồn Ngạn.

#### Năm 2003: Nghị định số 137/2003/NĐ-CP
- Nghị định số 137/2003/NĐ-CP[36] ngày 14 tháng 11 năm 2003 của Chính phủ về việc thành lập thị trấn thuộc các huyện Nam Trực, Xuân Trường, Mỹ Lộc và Giao Thủy, tỉnh Nam Định:
- Huyện Nam Trực

1. Thành lập thị trấn Nam Giang - thị trấn huyện lỵ huyện Nam Trực trên cơ sở toàn bộ xã Nam Giang.

- Huyện Xuân Trường

1. Thành lập thị trấn Xuân Trường - thị trấn huyện lỵ huyện Xuân Trường trên cơ sở toàn bộ xã Xuân Hùng và 30,40 ha diện tích tự nhiên của xã Xuân Ngọc.

- Huyện Mỹ Lộc

1. Thành lập thị trấn Mỹ Lộc - thị trấn huyện lỵ huyện Mỹ Lộc trên cơ sở 221,71 ha diện tích tự nhiên và 2.256 nhân khẩu của xã Mỹ Hưng; 177,14 ha diện tích tự nhiên và 1.587 nhân khẩu của xã Mỹ Thịnh; 70,32 ha diện tích tự nhiên và 517 nhân khẩu của xã Mỹ Thành.

- Huyện Giao Thủy

1. Thành lập thị trấn Quất Lâm thuộc huyện Giao Thủy trên cơ sở toàn bộ xã Giao Lâm.

#### Năm 2004: Nghị định số 17/2004/NĐ-CP
- Nghị định số 17/2004/NĐ-CP[37] ngày 9 tháng 1 năm 2004 của Chính phủ về việc thành lập phường thuộc thành phố Nam Định, tỉnh Nam Định:
- Thành phố Nam Định

1. Thành lập phường Lộc Vượng trên cơ sở 420,07 ha diện tích tự nhiên và 7.962 nhân khẩu của xã Lộc Vượng.
2. Thành lập phường Lộc Hạ trên cơ sở 349,50 ha diện tích tự nhiên và 6.931 nhân khẩu của xã Lộc Hạ.
3. Thành lập phường Thống Nhất trên cơ sở 36,53 ha diện tích tự nhiên và 1.200 nhân khẩu (còn lại) của xã Lộc Vượng; 0,60 ha diện tích tự nhiên và 221 nhân khẩu (còn lại) của xã Lộc Hạ; 13,70 ha diện tích tự nhiên và 1.464 nhân khẩu của phường Quang Trung; 18 ha diện tích tự nhiên và 4.193 nhân khẩu của phường Vị Hoàng.
4. Thành lập phường Cửa Nam trên cơ sở 127,60 ha diện tích tự nhiên và 4.828 nhân khẩu của xã Nam Phong; 50 ha diện tích tự nhiên và 1.300 nhân khẩu của xã Nam Vân.
5. Thành lập phường Trần Quang Khải trên cơ sở 90,60 ha diện tích tự nhiên và 8.489 nhân khẩu của phường Năng Tĩnh.

#### Năm 2006: Nghị định số 33/2006/NĐ-CP
- Nghị định số 33/2006/NĐ-CP[38] ngày 31 tháng 3 năm 2006 của Chính phủ về việc bãi bỏ Nghị định số 19/1998/NĐ-CP ngày 26 tháng 3 năm 1998 của Chính phủ về việc thành lập xã Giao Hưng thuộc huyện Giao Thủy, tỉnh Nam Định:
- Huyện Giao Thủy

1. Bãi bỏ Nghị định số 19/1998/NĐ-CP ngày 26 tháng 3 năm 1998 của Chính phủ về việc thành lập xã Giao Hưng thuộc huyện Giao Thuỷ, tỉnh Nam Định.

#### Năm 2006: Nghị định số 34/2006/NĐ-CP
- Nghị định số 34/2006/NĐ-CP[39] ngày 31 tháng 3 năm 2006 của Chính phủ về việc thành lập thị trấn Cát Thành thuộc huyện Trực Ninh, tỉnh Nam Định:
- Huyện Trực Ninh

1. Thành lập thị trấn Cát Thành thuộc huyện Trực Ninh trên cơ sở toàn bộ diện tích tự nhiên và dân số của xã Cát Thành.

#### Năm 2007: Nghị định số 171/2007/NĐ-CP
- Nghị định số 171/2007/NĐ-CP[40] ngày 19 tháng 11 năm 2007 của Chính phủ về việc thành lập thị trấn Quỹ Nhất thuộc huyện Nghĩa Hưng, tỉnh Nam Định:
- Huyện Nghĩa Hưng

1. Thành lập thị trấn Quỹ Nhất thuộc huyện Nghĩa Hưng, tỉnh Nam Định trên cơ sở toàn bộ xã Nghĩa Hòa, huyện Nghĩa Hưng, tỉnh Nam Định.
2. Sau khi thành lập thị trấn Quỹ Nhất, huyện Nghĩa Hưng có 25 đơn vị hành chính trực thuộc, bao gồm: thị trấn Liễu Đề, thị trấn Rạng Đông, thị trấn Quỹ Nhất và các xã: Nghĩa Đồng, Nghĩa Thịnh, Nghĩa Minh, Hoàng Nam, Nghĩa Châu, Nghĩa Thái, Nghĩa Trung, Nghĩa Sơn, Nghĩa Lạc, Nghĩa Hồng, Nghĩa Phong, Nghĩa Phú, Nghĩa Bình, Nghĩa Tân, Nghĩa Thành, Nghĩa Lâm, Nghĩa Hùng, Nghĩa Hải, Nghĩa Thắng, Nghĩa Lợi, Nghĩa Phúc, Nam Điền.

#### Năm 2017: Nghị quyết số 460/NQ-UBTVQH14
- Nghị quyết số 460/NQ-UBTVQH14[41] ngày 13 tháng 12 năm 2017 của Ủy ban Thường vụ Quốc hội về việc thành lập thị trấn Ninh Cường thuộc huyện Trực Ninh, tỉnh Nam Định:
- Huyện Trực Ninh

1. Thành lập thị trấn Ninh Cường trên cơ sở toàn bộ xã Trực Phú, huyện Trực Ninh, tỉnh Nam Định.
2. Sau khi thành lập thị trấn Ninh Cường:
  1. Huyện Trực Ninh có 21 đơn vị hành chính cấp xã gồm 18 xã và 03 thị trấn.
  2. Tỉnh Nam Định có 10 đơn vị hành chính cấp huyện gồm 09 huyện và 01 thành phố; 229 đơn vị hành chính cấp xã gồm 193 xã, 20 phường và 16 thị trấn.

#### Năm 2019: Nghị quyết số 721/NQ-UBTVQH14
- Nghị quyết số 721/NQ-UBTVQH14[42] ngày 16 tháng 7 năm 2019 của Ủy ban Thường vụ Quốc hội về việc thành lập phường Lộc Hòa và phường Mỹ Xá thuộc thành phố Nam Định, tỉnh Nam Định:
- Thành phố Nam Định

1. Thành lập phường Lộc Hòa thuộc thành phố Nam Định trên cơ sở toàn bộ xã Lộc Hòa.
2. Thành lập phường Mỹ Xá thuộc thành phố Nam Định trên cơ sở toàn bộ xã Mỹ Xá.
3. Sau khi thành lập phường Lộc Hòa và phường Mỹ Xá:
  1. Thành phố Nam Định có 25 đơn vị hành chính cấp xã, gồm 22 phường và 03 xã;
  2. Tỉnh Nam Định có 10 đơn vị hành chính cấp huyện, gồm 09 huyện và 01 thành phố; 229 đơn vị hành chính cấp xã, gồm 191 xã, 22 phường và 16 thị trấn.

#### Năm 2020: Nghị quyết số 858/NQ-UBTVQH14
- Nghị quyết số 858/NQ-UBTVQH14[43] ngày 10 tháng 1 năm 2020 của Ủy ban Thường vụ Quốc hội về việc sắp xếp các đơn vị hành chính cấp xã thuộc tỉnh Nam Định:
- Huyện Hải Hậu

1. Nhập toàn bộ xã Hải Toàn vào xã Hải An.
2. Sau khi sắp xếp, huyện Hải Hậu có 34 đơn vị hành chính cấp xã, gồm 32 xã và 02 thị trấn.

- Huyện Nghĩa Hưng

1. Thành lập xã Phúc Thắng trên cơ sở nhập toàn bộ xã Nghĩa Phúc và xã Nghĩa Thắng.
2. Sau khi sắp xếp, huyện Nghĩa Hưng có 24 đơn vị hành chính cấp xã, gồm 22 xã và 02 thị trấn.

- Huyện Ý Yên

1. Nhập toàn bộ xã Yên Xá vào thị trấn Lâm.
2. Sau khi sắp xếp, huyện Ý Yên có 31 đơn vị hành chính cấp xã, gồm 30 xã và 01 thị trấn.
3. Tỉnh Nam Định 10 đơn vị hành chính cấp huyện, gồm 09 huyện và 01 thành phố; 226 đơn vị hành chính cấp xã, gồm 188 xã, 22 phường và 16 thị trấn.

#### Năm 2024: Nghị quyết số 1104/NQ-UBTVQH15
- Nghị quyết số 1104/NQ-UBTVQH15[44] ngày 23 tháng 7 năm 2024 của Ủy ban Thường vụ Quốc hội về việc sắp xếp đơn vị hành chính cấp huyện, cấp xã giai đoạn 2023 - 2025 của tỉnh Nam Định:
- Huyện Mỹ Lộc, thành phố Nam Định

1. Nhập toàn bộ huyện Mỹ Lộc vào thành phố Nam Định.
2. Sau khi nhập, thành phố Nam Định có 120,9 km² diện tích tự nhiên và quy mô dân số 364.181 người.

- Thành phố Nam Định

1. Thành lập, sắp xếp các đơn vị hành chính cấp xã thuộc thành phố Nam Định như sau:
  1. Thành lập phường Nam Phong trên cơ sở toàn bộ xã Nam Phong.
  2. Thành lập phường Nam Vân trên cơ sở toàn bộ xã Nam Vân.
  3. Thành lập phường Hưng Lộc trên cơ sở nhập toàn bộ xã Mỹ Hưng và thị trấn Mỹ Lộc.
  4. Nhập toàn bộ xã Lộc An và phường Văn Miếu và xã Lộc An vào phường Trường Thi.
  5. Nhập toàn bộ phường Hạ Long và phường Thống Nhất vào phường Quang Trung.
  6. Nhập toàn bộ phường Trần Tế Xương và phường Vị Hoàng vào phường Vị Xuyên.
  7. Nhập toàn bộ phường Phan Đình Phùng và phường Nguyễn Du vào phường Trần Hưng Đạo.
  8. Nhập toàn bộ phường Ngô Quyền và phường Trần Quang Khải vào phường Năng Tĩnh.
  9. Nhập toàn bộ phường Bà Triệu và phường Trần Đăng Ninh vào phường Cửa Bắc.
  10. Thành lập xã Mỹ Lộc trên cơ sở nhập toàn bộ xã Mỹ Thành, xã Mỹ Thịnh và xã Mỹ Tiến.
2. Sau khi sắp xếp, thành phố Nam Định có 21 đơn vị hành chính cấp xã, gồm 14 phường: Cửa Bắc, Cửa Nam, Hưng Lộc, Lộc Hạ, Lộc Hòa, Lộc Vượng, Nam Phong, Nam Vân, Năng Tĩnh, Mỹ Xá, Quang Trung, Trần Hưng Đạo, Trường Thi, Vị Xuyên và 07 xã: Mỹ Hà, Mỹ Lộc, Mỹ Phúc, Mỹ Tân, Mỹ Thắng, Mỹ Thuận, Mỹ Trung.

- Huyện Vụ Bản

1. Nhập toàn bộ xã Tân Khánh và xã Minh Thuận vào xã Minh Tân.
2. Nhập toàn bộ xã Tân Thành và xã Liên Bảo vào xã Thành Lợi.
3. Sau khi sắp xếp, huyện Vụ Bản có 14 đơn vị hành chính cấp xã, gồm 13 xã và 01 thị trấn.

- Huyện Ý Yên

1. Thành lập xã Trung Nghĩa trên cơ sở nhập toàn bộ xã Yên Thành, xã Yên Nghĩa và xã Yên Trung.
2. Thành lập xã Phú Hưng trên cơ sở nhập toàn bộ xã Yên Hưng, xã Yên Phú và xã Yên Phương.
3. Thành lập xã Tân Minh trên cơ sở nhập toàn bộ xã Yên Minh, xã Yên Lợi và xã Yên Tân.
4. Thành lập xã Hồng Quang trên cơ sở nhập toàn bộ xã Yên Quang, xã Yên Hồng và xã Yên Bằng.
5. Sau khi sắp xếp, huyện Ý Yên có 23 đơn vị hành chính cấp xã, gồm 22 xã và 01 thị trấn.

- Huyện Nam Trực

1. Thành lập xã Nam Điền trên cơ sở nhập toàn bộ xã Nam Toàn, xã Nam Mỹ và xã Điền Xá.
2. Sau khi sắp xếp, huyện Nam Trực có 18 đơn vị hành chính cấp xã, gồm 17 xã và 01 thị trấn.

- Huyện Xuân Trường

1. Thành lập xã Xuân Giang trên cơ sở nhập toàn bộ xã Xuân Đài, xã Xuân Phong và xã Xuân Thủy.
2. Thành lập xã Xuân Phúc trên cơ sở nhập toàn bộ xã Xuân Hòa, xã Xuân Kiên và xã Xuân Tiến.
3. Thành lập xã Trà Lũ trên cơ sở nhập toàn bộ xã Xuân Bắc, xã Xuân Trung và xã Xuân Phương.
4. Sau khi sắp xếp, huyện Xuân Trường có 14 đơn vị hành chính cấp xã, gồm 13 xã và 01 thị trấn.

- Huyện Nghĩa Hưng

1. Nhập toàn bộ xã Nghĩa Bình và xã Nghĩa Tân vào thị trấn Quỹ Nhất.
2. Thành lập xã Đồng Thịnh trên cơ sở nhập toàn bộ xã Nghĩa Minh, xã Nghĩa Đồng và xã Nghĩa Thịnh.
3. Sau khi sắp xếp, huyện Nghĩa Hưng có 20 đơn vị hành chính cấp xã, gồm 17 xã và 03 thị trấn.

- Huyện Hải Hậu

1. Nhập toàn bộ xã Hải Bắc và xã Hải Phương vào thị trấn Yên Định.
2. Nhập toàn bộ xã Hải Chính và xã Hải Lý vào thị trấn Cồn.
3. Nhập toàn bộ xã Hải Hà và xã Hải Thanh vào xã Hải Hưng.
4. Nhập toàn bộ xã Hải Triều và xã Hải Cường vào xã Hải Xuân.
5. Nhập toàn bộ xã Hải Vân và xã Hải Phúc vào xã Hải Nam.
6. Sau khi sắp xếp, huyện Hải Hậu có 24 đơn vị hành chính cấp xã, gồm 21 xã và 03 thị trấn.

- Huyện Giao Thủy

1. Thành lập thị trấn Giao Thủy trên cơ sở nhập toàn bộ xã Hoành Sơn, xã Giao Tiến và thị trấn Ngô Đồng.
2. Sau khi sắp xếp, huyện Giao Thủy có 20 đơn vị hành chính cấp xã, gồm 18 xã và 02 thị trấn.
3. Tỉnh Nam Định có 09 đơn vị hành chính cấp huyện, gồm 01 thành phố và 08 huyện; 175 đơn vị hành chính cấp xã, gồm 146 xã, 14 phường và 15 thị trấn.

#### Năm 2025: Nghị quyết số 202/2025/QH15
- Nghị quyết số 202/2025/QH15[30] ngày 12 tháng 6 năm 2025 của Quốc hội về việc sắp xếp đơn vị hành chính cấp tỉnh:
- Tỉnh Hà Nam, tỉnh Nam Định, tỉnh Ninh Bình

1. Sắp xếp toàn bộ diện tích tự nhiên, quy mô dân số của tỉnh Hà Nam, tỉnh Nam Định và tỉnh Ninh Bình thành tỉnh mới có tên gọi là tỉnh Ninh Bình.

| Đơn vị hành chính của tỉnh Nam Định (tính đến ngày 12 tháng 6 năm 2025) | Đơn vị hành chính của tỉnh Nam Định (tính đến ngày 12 tháng 6 năm 2025) | Đơn vị hành chính của tỉnh Nam Định (tính đến ngày 12 tháng 6 năm 2025) |
| Số thứ tự                                                               | Đơn vị hành chính cấp huyện                                             | Đơn vị hành chính cấp xã |
| ----------------------------------------------------------------------- | ----------------------------------------------------------------------- | --- |
| 1                                                                       | Thành phố Nam Định                                                      | 14 phường: Cửa Bắc, Cửa Nam, Hưng Lộc, Lộc Hạ, Lộc Hòa, Lộc Vượng, Mỹ Xá, Nam Phong, Nam Vân, Năng Tĩnh, Quang Trung, Trần Hưng Đạo, Trường Thi, Vị Xuyên và 7 xã: Mỹ Hà, Mỹ Lộc, Mỹ Phúc, Mỹ Tân, Mỹ Thắng, Mỹ Thuận, Mỹ Trung                             |
| 2                                                                       | Huyện Giao Thủy                                                         | 2 thị trấn: Giao Thủy, Quất Lâm và 18 xã: Bạch Long, Bình Hòa, Giao An, Giao Châu, Giao Hà, Giao Hải, Giao Hương, Giao Lạc, Giao Long, Giao Nhân, Giao Phong, Giao Tân, Giao Thanh, Giao Thiện, Giao Thịnh, Giao Xuân, Giao Yến, Hồng Thuận                 |
| 3                                                                       | Huyện Hải Hậu                                                           | 3 thị trấn: Cồn, Thịnh Long, Yên Định và 21 xã: Hải An, Hải Anh, Hải Châu, Hải Đông, Hải Đường, Hải Giang, Hải Hòa, Hải Hưng, Hải Long, Hải Lộc, Hải Minh, Hải Nam, Hải Ninh, Hải Phong, Hải Phú, Hải Quang, Hải Sơn, Hải Tân, Hải Tây, Hải Trung, Hải Xuân |
| 4                                                                       | Huyện Nam Trực                                                          | Thị trấn Nam Giang và 17 xã: Bình Minh, Đồng Sơn, Hồng Quang, Nam Cường, Nam Dương, Nam Điền, Nam Hải, Nam Hoa, Nam Hồng, Nam Hùng, Nam Lợi, Nam Thanh, Nam Thái, Nam Thắng, Nam Tiến, Nghĩa An, Tân Thịnh.                                                 |
| 5                                                                       | Huyện Nghĩa Hưng                                                        | 3 thị trấn: Liễu Đề, Quỹ Nhất, Rạng Đông và 17 xã: Đồng Thịnh, Hoàng Nam, Nam Điền, Nghĩa Châu, Nghĩa Hải, Nghĩa Hồng, Nghĩa Hùng, Nghĩa Lạc, Nghĩa Lâm, Nghĩa Lợi, Nghĩa Phong, Nghĩa Phú, Nghĩa Sơn, Nghĩa Thái, Nghĩa Thành, Nghĩa Trung, Phúc Thắng     |
| 6                                                                       | Huyện Trực Ninh                                                         | 3 thị trấn: Cát Thành, Cổ Lễ, Ninh Cường và 18 xã: Liêm Hải, Phương Định, Trực Chính, Trực Cường, Trực Đại, Trực Đạo, Trực Hùng, Trực Hưng, Trực Khang, Trực Mỹ, Trực Nội, Trực Thanh, Trực Thái, Trực Thắng, Trực Thuận, Trực Tuấn, Trung Đông, Việt Hùng  |
| 7                                                                       | Huyện Vụ Bản                                                            | Thị trấn Gôi và 13 xã: Cộng Hòa, Đại An, Đại Thắng, Hiển Khánh, Hợp Hưng, Kim Thái, Liên Minh, Minh Tân, Quang Trung, Tam Thanh, Thành Lợi, Trung Thành, Vĩnh Hào                                                                                           |
| 8                                                                       | Huyện Xuân Trường                                                       | Thị trấn Xuân Trường và 13 xã: Thọ Nghiệp, Trà Lũ, Xuân Châu, Xuân Giang, Xuân Hồng, Xuân Ngọc, Xuân Ninh, Xuân Phú, Xuân Phúc, Xuân Tân, Xuân Thành, Xuân Thượng, Xuân Vinh                                                                                |
| 9                                                                       | Huyện Ý Yên                                                             | Thị trấn Lâm và 22 xã: Hồng Quang, Phú Hưng, Tân Minh, Trung Nghĩa, Yên Bình, Yên Chính, Yên Cường, Yên Dương, Yên Đồng, Yên Khang, Yên Khánh, Yên Lộc, Yên Lương, Yên Mỹ, Yên Nhân, Yên Ninh, Yên Phong, Yên Phúc, Yên Thắng, Yên Thọ, Yên Tiến, Yên Trị   |
| Tổng cộng                                                               | 09 đơn vị hành chính cấp huyện, gồm 01 thành phố và 08 huyện            | 175 đơn vị hành chính cấp xã, gồm 146 xã, 14 phường và 15 thị trấn |

### TỉnhNinh Bình

#### Năm 1991: Quốc hội khóa VIII, Kỳ họp thứ 10
- Nghị quyết ngày 26 tháng 12 năm 1991 của Quốc hội khóa VIII, Kỳ họp thứ 10[22] về việc phân vạch lại địa giới hành chính một số tỉnh:
- Tỉnh Hà Nam Ninh, tỉnh Nam Hà, tỉnh Nam Định

1. Chia tỉnh Hà Nam Ninh thành 2 tỉnh, lấy tên là tỉnh Nam Hà và tỉnh Ninh Bình.
2. Tỉnh Ninh Bình có 7 đơn vị hành chính gồm: thị xã Ninh Bình, thị xã Tam Điệp và 5 huyện: Hoa Lư, Tam Điệp, Gia Viễn, Hoàng Long, Kim Sơn có diện tích tự nhiên 1.386,77 km2 với số dân 787.877 người. Tỉnh lỵ: thị xã Ninh Bình.

#### Năm 1993: Nghị định số 88-CP
- Nghị định số 88-CP[45] ngày 23 tháng 11 năm 1993 của Chính phủ về việc đổi tên huyện Hoàng Long; phân vạch điều chỉnh địa giới xã, thị trấn thuộc huyện Kim Sơn – tỉnh Ninh Bình:
- Huyện Hoàng Long, huyện Nho Quan

1. Đổi tên huyện Hoàng Long thành huyện Nho Quan.

- Huyện Kim Sơn

1. Hoạch định địa giới thị trấn Bình Minh trên cơ sở 785 ha đất tự nhiên thuộc nông trường Bình Minh.
2. Thành lập xã Kim Trung trên cơ sở 500 ha diện tích tự nhiên với 2.170 nhân khẩu thuộc khu vực Cồn Thoi.

#### Năm 1994: Nghị định số 59-CP
- Nghị định số 59-CP[46] ngày 4 tháng 7 năm 1994 của Chính phủ về việc sáp nhập thôn Đông Thôn, xã Yên Lâm vào xã Yên Thái, thành lập huyện Yên Khánh, đổi tên huyện Tam Điệp thành huyện Yên Mô thuộc tỉnh Ninh Bình:
- Huyện Tam Điệp

1. Sáp nhập thôn Đông Thôn thuộc xã Yên Lâm vào xã Yên Thái.

- Huyện Tam Điệp, huyện Kim Sơn, huyện Yên Khánh

1. Thành lập huyện Yên Khánh trên cơ sở 10 xã của huyện Tam Điệp và 9 xã của huyện Kim Sơn:
  1. Các xã thuộc huyện Tam Điệp: Xã Khánh Hòa, xã Khánh An, xã Khánh Phú, xã Khánh Cư, xã Khánh Vân, xã Khánh Hải, xã Khánh Tiên, xã Khánh Thiện, xã Khánh Lợi, xã Khánh Ninh.
  2. Các xã thuộc huyện Kim Sơn: Xã Khánh Hồng, xã Khánh Nhạc, xã Khánh Hội, xã Khánh Mậu, xã Khánh Thủy, xã Khánh Cường, xã Khánh Trung, Xã Khánh Thành, xã Khánh Công.
2. Huyện Yên Khánh có diện tích tự nhiên 15.051 hécta; nhân khẩu 131.934.

- Huyện Tam Điệp, huyện Yên Mô

1. Đổi tên huyện Tam Điệp thành huyện Yên Mô.
2. Huyện Yên Mô gồm xã Yên Phú, xã Yên Mỹ, xã Yên Thái, xã Yên Lâm, xã Yên Thắng, xã Yên Tứ, xã Yên Nhân, xã Yên Đồng, xã Yên Mạc, xã Yên Thành, xã Yên Phong, xã Yên Hòa, xã Khánh Thịnh, xã Khánh Thượng, xã Khánh Dương.
3. Huyện Yên Mô có diện tích tự nhiệm 13.453,5 hécta; nhân khẩu 107.664.
4. Huyện Kim Sơn còn lại 14.625,56 hécta diện tích tự nhiên, nhân khẩu 141.161; gồm 26 đơn vị hành chính là xã Xuân Thiện, xã Chính Tâm, xã Hồi Ninh, xã Chất Bình, xã Kim Định, xã Ân Hòa, xã Hùng Tiến, xã Như Hòa, xã Quang Thiện, xã Đồng Hướng, xã Kim Chính, xã Thượng Kiệm, xã Lưu Phương, xã Định Hóa, xã Văn Hải, xã Kim Mỹ, xã Kim Tân, xã Yên Lộc, xã Lai Thành, xã Kim Hải, xã Kim Chung, Xã Yên Mật, xã Tân Thành, xã Côn Thoi và thị trấn Phát Diệm, thị trấn Bình Minh.

#### Năm 1996: Nghị định số 69-CP
- Nghị định số 69-CP[47] ngày 2 tháng 11 năm 1996 của Chính phủ về việc điều chỉnh địa giới hành chính thị xã Ninh Bình và huyện Hoa Lư, thành lập phường thuộc thị xã Ninh Bình; thành lập thị trấn huyện lỵ huyện Yên Khánh, tỉnh Ninh Bình:
- Huyện Hoa Lư, thị xã Ninh Bình

1. Sáp nhập vào thị xã Ninh Bình: 234,09 ha diện tích tự nhiên và 6.460 nhân khẩu của huyện Hoa Lư bao gồm: 29,97 ha diện tích tự nhiên và 855 nhân khẩu của xã Ninh Khánh; 44,87 ha diện tích tự nhiên và 1.207 nhân khẩu của xã Ninh Tiến; 29,60 ha diện tích tự nhiên và 498 nhân khẩu của xã Ninh Phong; 102,35 ha diện tích tự nhiên và 2.290 nhân khẩu của xã Ninh Sơn; 27,30 ha diện tích tự nhiên và 1.610 nhân khẩu của xã Ninh Phúc.
2. Thị xã Ninh Bình sau khi điều chỉnh địa giới có 1.047,16 ha diện tích tự nhiên và 58.241 nhân khẩu.

- Thị xã Ninh Bình

1. Thành lập phường Tân Thành trên cơ sở: 123,05 ha diện tích tự nhiên và 3.058 nhân khẩu của xã Ninh Thành; 9 ha diện tích tự nhiên và 994 nhân khẩu của phường Lương Văn Tụy; 23,47 ha diện tích tự nhiên và 849 nhân khẩu của xã Ninh Khánh.
2. Thành lập phường Đông Thành trên cơ sở: 141,78 ha diện tích tự nhiên và 5.050 nhân khẩu của xã Ninh Thành; 16,88 ha diện tích tự nhiên và 756 nhân khẩu của phường Vân Giang; 6,5 ha diện tích tự nhiên và 6 nhân khẩu của xã Ninh Khánh.
3. Thành lập phường Nam Thành trên cơ sở: 103,99 ha diện tích tự nhiên và 2.408 nhân khẩu của xã Ninh Thành; 4,4 ha diện tích tự nhiên và 377 nhân khẩu của phường Quang Trung; 44,8 ha diện tích tự nhiên và 1.207 nhân khẩu của xã Ninh Tiến; và 5 ha diện tích tự nhiên và 1.623 nhân khẩu của phường Lương Văn Tuỵ.
4. Thành lập phường Phúc Thành trên cơ sở sáp nhập 103,30 ha diện tích tự nhiên và 3.132 nhân khẩu của xã Ninh Thành và phần còn lại của phường Lương Văn Tụy (gồm 20,28 ha diện tích tự nhiên và 5.676 nhân khẩu).
5. Thành lập phường Nam Bình trên cơ sở sáp nhập 29,60 ha diện tích tự nhiên, 498 nhân khẩu của xã Ninh Phong và phần còn lại của phường Quang Trung (gồm 48,50 ha diện tích tự nhiên, 3.754 nhân khẩu).
6. Thành lập phường Bích Đào trên cơ sở: 55,37 ha diện tích tự nhiên và 6.599 nhân khẩu của phường Đinh Tiên Hoàng; 102,35 ha diện tích tự nhiên và 2.290 nhân khẩu của xã Ninh Sơn; 27,30 ha diện tích tự nhiên và 1.610 nhân khẩu của xã Ninh Phúc.
7. Đổi tên phường Đinh Tiên Hoàng (sau khi đã điều chỉnh địa giới) thành phường Thanh Bình.
8. Huyện Hoa Lư (sau khi điều chỉnh) còn lại diện tích tự nhiên 13.665,32 ha và 107.858 nhân khẩu.

- Huyện Yên Khánh

1. Thành lập thị trấn Yên Ninh, thị trấn huyện lỵ của huyện Yên Khánh trên cơ sở: 247,41 ha diện tích tự nhiên và 5.419 nhân khẩu của xã Khánh Ninh; 7,27 ha diện tích tự nhiên và 213 nhân khẩu của xã Khánh Vân; 3,63 ha diện tích tự nhiên của xã Khánh Hải; 9,81 ha diện tích tự nhiên và 164 nhân khẩu của xã Khánh Nhạc.

#### Năm 1997: Nghị định số 61-CP
- Nghị định số 61-CP[48] ngày 7 tháng 6 năm 1997 của Chính phủ về việc thành lập thị trấn Yên Thịnh thuộc huyện Yên Mô, tỉnh Ninh Bình:
- Huyện Yên Mô

1. Nay thành lập thị trấn Yên Thịnh, thị trấn huyện lỵ của huyện Yên Mô, tỉnh Ninh Bình trên cơ sở 56,2 ha diện tích tự nhiên và 1.347 nhân khẩu của xã Yên Phú; 99,32 ha diện tích tựnhiên và 2.776 nhân khẩu của xã Khánh Thịnh.

#### Năm 1997: Nghị định số 108/1997/NĐ-CP
- Nghị định số 108/1997/NĐ-CP[49] ngày 7 tháng 11 năm 1997 của Chính phủ về việc thành lập xã Kim Đông thuộc huyện Kim Sơn, tỉnh Ninh Bình:
- Huyện Kim Sơn

1. Nay thành lập xã Kim Đông thuộc huyện Kim Sơn, tỉnh Ninh Bình trên cơ sở 520 ha diện tích tự nhiên thuộc vùng bãi bồi Cồn Thoi và 2.056 nhân khẩu cư trú trên địa bàn.

#### Năm 2000: Nghị định số 29/2000/NĐ-CP
- Nghị định số 29/2000/NĐ-CP[50] ngày 4 tháng 8 năm 2000 của Chính phủ về việc thành lập các xã thuộc huyện Yên Mô, tỉnh Ninh Bình:
- Huyện Yên Mô

1. Thành lập xã Yên Hưng trên cơ sở 344,73 ha diện tích tự nhiên và 4.437 nhân khẩu của xã Yên Mỹ.
2. Thành lập xã Mai Sơn trên cơ sở 452,8 ha diện tích tự nhiên và 5.211 nhân khẩu của xã Khánh Thượng.

#### Năm 2003: Nghị định số 126/2003/NĐ-CP
- Nghị định số 126/2003/NĐ-CP[51] ngày 31 tháng 10 năm 2003 của Chính phủ về việc thành lập thị trấn Thiên Tôn thuộc huyện Hoa Lư, tỉnh Ninh Bình:
- Huyện Hoa Lư

1. Nay thành lập thị trấn Thiên Tôn, thị trấn huyện lỵ huyện Hoa Lư trên cơ sở 200 ha diện tích tự nhiên và 3.621 nhân khẩu của xã Ninh Mỹ; 13,33 ha diện tích tự nhiên và 729 nhân khẩu của xã Ninh Khang và 2,59 ha diện tích tự nhiên của xã Ninh Giang.

#### Năm 2004: Nghị định số 16/2004/NĐ-CP
- Nghị định số 16/2004/NĐ-CP[52] ngày 9 tháng 1 năm 2004 của Chính phủ về việc điều chỉnh địa giới hành chính mở rộng thị xã Ninh Bình, tỉnh Ninh Bình:
- Huyện Hoa Lư, thị xã Ninh Bình

1. Chuyển 3.516,80 ha diện tích tự nhiên và 39.934 nhân khẩu, gồm toàn bộ các xã Ninh Khánh, Ninh Nhất, Ninh Tiến, Ninh Phong, Ninh Sơn, Ninh Phúc thuộc huyện Hoa Lư về thị xã Ninh Bình quản lý.
2. Thị xã Ninh Bình có 4.674,80 ha diện tích tự nhiên và 102.539 nhân khẩu, có 14 đơn vị hành chính trực thuộc gồm các phường Tân Thành, Phúc Thành, Đông Thành, Nam Thành, Thanh Bình, Nam Bình, Vân Giang, Bích Đào và các xã Ninh Khánh, Ninh Nhất, Ninh Tiến, Ninh Phong, Ninh Sơn, Ninh Phúc.
3. Huyện Hoa Lư còn lại 10.343,20 ha diện tích tự nhiên và 66.356 nhân khẩu, có 11 đơn vị hành chính trực thuộc gồm các xã Trường Yên, Ninh Hòa, Ninh Giang, Ninh Mỹ, Ninh Khang, Ninh Xuân, Ninh Vân, Ninh Hải, Ninh An, Ninh Thắng và thị trấn Thiên Tôn.

#### Năm 2005: Nghị định số 58/2005/NĐ-CP
- Nghị định số 58/2005/NĐ-CP[53] ngày 28 tháng 4 năm 2005 của Chính phủ về việc điều chỉnh địa giới hành chính phường, xã và thành lập phường thuộc thị xã Ninh Bình, tỉnh Ninh Bình:
- Thị xã Ninh Bình

1. Điều chỉnh 4,55 ha diện tích tự nhiên và 1.279 nhân khẩu của phường Thanh Bình thuộc thị xã Ninh Bình về phường Nam Bình quản lý.
2. Điều chỉnh 26 ha diện tích tự nhiên và 1.300 nhân khẩu của xã Ninh Sơn thuộc thị xã Ninh Bình về phường Nam Bình quản lý.
3. Điều chỉnh 102,80 ha diện tích tự nhiên và 1.197 nhân khẩu của xã Ninh Phong thuộc thị xã Ninh Bình về phường Nam Bình quản lý.
4. Điều chỉnh 3,37 ha diện tích tự nhiên và 508 nhân khẩu của phường Bích Đào thuộc thị xã Ninh Bình về xã Ninh Sơn quản lý.
5. Điều chỉnh 36,36 ha diện tích tự nhiên và 1.506 nhân khẩu của phường Nam Bình thuộc thị xã Ninh Bình về xã Ninh Phong quản lý.
6. Thành lập phường Ninh Khánh thuộc thị xã Ninh Bình trên cơ sở toàn bộ diện tích tự nhiên và dân số của xã Ninh Khánh.
7. Thành lập phường Ninh Phong thuộc thị xã Ninh Bình trên cơ sở toàn bộ diện tích tự nhiên và dân số của xã Ninh Phong.

#### Năm 2007: Nghị định số 19/2007/NĐ-CP
- Nghị định số 19/2007/NĐ-CP[54] ngày 7 tháng 2 năm 2007 của Chính phủ về việc thành lập thành phố Ninh Bình thuộc tỉnh Ninh Bình:
- Thành phố Ninh Bình

1. Thành lập thành phố Ninh Bình thuộc tỉnh Ninh Bình trên cơ sở toàn bộ diện tích tự nhiên, dân số và các đơn vị hành chính trực thuộc của thị xã Ninh Bình.
2. Thành phố Ninh Bình có 4.836,49 ha diện tích tự nhiên và 130.517 nhân khẩu, có 14 đơn vị hành chính trực thuộc gồm các phường: Vân Giang, Thanh Bình, Phúc Thành, Đông Thành, Tân Thành, Nam Bình, Bích Đào, Nam Thành, Ninh Phong, Ninh Khánh và các xã: Ninh Nhất, Ninh Tiến, Ninh Sơn, Ninh Phúc.
3. Tỉnh Ninh Bình có 8 đơn vị hành chính cấp huyện, gồm các huyện: Gia Viễn, Hoa Lư, Kim Sơn, Nho Quan, Yên Khánh, Yên Mô, thị xã Tam Điệp và thành phố Ninh Bình.

#### Năm 2007: Nghị định số 62/2007/NĐ-CP
- Nghị định số 62/2007/NĐ-CP[55] ngày 9 tháng 4 năm 2007 của Chính phủ về việc điều chỉnh địa giới hành chính phường Bắc Sơn, phường Nam Sơn, xã Yên Bình, xã Quang Sơn để thành lập phường Tân Bình và phường Tây Sơn thuộc thị xã Tam Điệp, tỉnh Ninh Bình:
- Thị xã Tam Điệp

1. Thành lập phường Tân Bình trên cơ sở điều chỉnh 751,80 ha diện tích tự nhiên và 5.205 nhân khẩu của xã Yên Bình.
2. Thành lập phường Tây Sơn trên cơ sở điều chỉnh 186,55 ha diện tích tự nhiên và 2.736 nhân khẩu của xã Quang Sơn; 37,71 ha diện tích tự nhiên và 1.429 nhân khẩu của phường Nam Sơn; 46,76 ha diện tích tự nhiên và 853 nhân khẩu của phường Bắc Sơn.
3. Thị xã Tam Điệp có 9 đơn vị hành chính trực thuộc, bao gồm các phường: Bắc Sơn, Nam Sơn, Trung Sơn, Tây Sơn, Tân Bình và các xã: Quang Sơn, Yên Bình, Yên Sơn, Đông Sơn.

#### Năm 2007: Nghị định số 177/2007/NĐ-CP
- Nghị định số 177/2007/NĐ-CP[56] ngày 3 tháng 12 năm 2007 của Chính phủ về việc thành lập phường Ninh Sơn thuộc thành phố Ninh Bình, tỉnh Ninh Bình:
- Thành phố Ninh Bình

1. Thành lập phường Ninh Sơn thuộc thành phố Ninh Bình trên cơ sở toàn bộ 466,43 ha diện tích tự nhiên và 8.615 nhân khẩu của xã Ninh Sơn.
2. Thành phố Ninh Bình có 4.836,49 ha diện tích tự nhiên và 130.517 nhân khẩu, có 14 đơn vị hành chính trực thuộc, gồm các phường: Ninh Khánh, Đông Thành, Tân Thành, Vân Giang, Phúc Thành, Nam Thành, Thanh Bình, Nam Bình, Bích Đào, Ninh Phong, Ninh Sơn và các xã: Ninh Nhất, Ninh Tiến, Ninh Phúc.

#### Năm 2008: Nghị định số 6/NĐ-CP
- Nghị định số 6/NĐ-CP[57] ngày 6 tháng 11 năm 2008 của Chính phủ về việc điều chỉnh địa giới hành chính xã để mở rộng thị trấn thuộc huyện Nho Quan và huyện Gia Viễn, tỉnh Ninh Bình:
- Huyện Nho Quan

1. Điều chỉnh 136,56 ha diện tích tự nhiên và 1.916 nhân khẩu của xã Đồng Phong; 46,24 ha diện tích tự nhiên và 661 nhân khẩu của xã Lạng Phong về thị trấn Nho Quan quản lý.

- Huyện Gia Viễn

1. Điều chỉnh 210,49 ha diện tích tự nhiên và 1.917 nhân khẩu của xã Gia Vượng; 21,96 ha diện tích tự nhiên và 131 nhân khẩu của xã Gia Thịnh về thị trấn Me quản lý.
2. Sau khi điều chỉnh địa giới hành chính xã để mở rộng thị trấn:
  1. Huyện Nho Quan có 45.833,07 ha diện tích tự nhiên và 147.936 nhân khẩu, có 27 đơn vị hành chính trực thuộc.
  2. Huyện Gia Viễn có 17.846,37 ha diện tích tự nhiên và 117.356 nhân khẩu, có 21 đơn vị hành chính trực thuộc.

#### Năm 2009: Nghị quyết số 23/NQ-CP
- Nghị quyết số 23/NQ-CP[58] ngày 3 tháng 6 năm 2009 của Chính phủ về việc điều chỉnh địa giới hành chính để mở rộng thị trấn Yên Ninh thuộc huyện Yên Khánh, tỉnh Ninh Bình:
- Huyện Yên Khánh

1. Hợp nhất toàn bộ xã Khánh Ninh vào thị trấn Yên Ninh thuộc huyện Yên Khánh để quản lý.
2. Sau khi điều chỉnh địa giới hành chính: huyện Yên Khánh có 13.779,3 ha diện tích tự nhiên và 142.029 nhân khẩu; có 19 đơn vị hành chính trực thuộc (gồm 18 xã và 01 thị trấn); giảm 01 xã.

#### Năm 2012: Nghị quyết số 80/NQ-CP
- Nghị quyết số 80/NQ-CP[59] ngày 28 tháng 11 năm 2012 của Chính phủ về việc điều chỉnh mở rộng địa giới hành chính thị trấn Yên Thịnh thuộc huyện Yên Mô, tỉnh Ninh Bình:
- Huyện Yên Mô

1. Điều chỉnh nguyên trạng toàn bộ xã Yên Phú và 159,76 ha diện tích tự nhiên, 1.233 nhân khẩu của một phần xã Khánh Thịnh để thị trấn Yên Thịnh quản lý.
2. Huyện Yên Mô có 14.474,3 ha diện tích tự nhiên và 110.302 nhân khẩu, có 17 đơn vị hành chính cấp xã, gồm thị trấn Yên Thịnh và 16 xã: Khánh Dương, Khánh Thịnh, Khánh Thượng, Mai Sơn, Yên Đồng, Yên Hòa, Yên Hưng, Yên Lâm, Yên Nhân, Yên Mạc, Yên Mỹ, Yên Phong, Yên Thái, Yên Thành, Yên Thắng, Yên Từ.

#### Năm 2015: Nghị quyết số 904/NQ-UBTVQH13
- Nghị quyết số 904/NQ-UBTVQH13[60] ngày 10 tháng 4 năm 2015 của Ủy ban Thường vụ Quốc hội về việc thành lập phường Yên Bình thuộc thị xã Tam Điệp và thành lập thành phố Tam Điệp, tỉnh Ninh Bình:
- Thị xã Tam Điệp

1. Thành lập phường Yên Bình thuộc thị xã Tam Điệp trên cơ sở toàn bộ xã Yên Bình.

- Thành phố Tam Điệp

1. Thành lập thành phố Tam Điệp, tỉnh Ninh Bình trên cơ sở toàn bộ 10.497,9 ha diện tích tự nhiên, 104.175 nhân khẩu và 09 đơ vị hành chính cấp xã của thị xã Tam Điệp.
2. Sau khi thành lập phường Yên Bình và thành phố Tam Điệp:
  1. Thành phố Tam Điệp có 10.497,9 ha diện tích tự nheien, 104.175 nhân khẩu và 09 đơn vị hành chính cấp xã, gồm 06 phường Bắc Sơn, Nam Sơn, Tân Bình, Tây Sơn, Trung Sơn, Yên Bình và 03 xã Đông Sơn, Quang Sơn, Yên Sơn.
  2. Tỉnh Ninh Bình có 08 đơn vị hành chính cấp huyện (06 huyện, 02 thành phố) và 145 đơn vị hành chính cấp xã (121 xã, 17 phường, 07 thị trấn).

#### Năm 2020: Nghị quyết số 861/NQ-UBTVQH14
- Nghị quyết số 861/NQ-UBTVQH14[61] ngày 10 tháng 1 năm 2020 của Ủy ban Thường vụ Quốc hội về việc sắp xếp đơn vị hành chính cấp xã thuộc tỉnh Ninh Bình:
- Huyện Kim Sơn

1. Thành lập xã Xuân Chính trên cơ sở nhập toàn bộ xã Xuân Thiện và xã Chính Tâm.
2. Điều chỉnh 1,33 km2 diện tích tự nhiên, 1.335 người của xã Yên Mật vào xã Kim Chính.
3. Nhập toàn bộ 0,90 km2 diện tích tự nhiên, 827 người của xã Yên Mật sau khi điều chỉnh địa giới đơn vị hành chính vào xã Như Hòa.
4. Sau khi sắp xếp, huyện Kim Sơn có 25 đơn vị hành chính cấp xã, gồm 23 xã và 02 thị trấn.
5. Tỉnh Ninh Bình có 08 đơn vị hành chính cấp huyện, gồm 06 huyện và 02 thành phố; 143 đơn vị hành chính cấp xã, gồm 119 xã, 17 phường và 07 thị trấn.

#### Năm 2020: Nghị quyết số 76/NQ-CP
- Nghị quyết số 76/NQ-CP[62] ngày 22 tháng 5 năm 2020 của Chính phủ về việc xác định địa giới hành chính giữa tỉnh Hòa Bình và tỉnh Ninh Bình tại hai khu vực do lịch sử để lại:
- Tỉnh Hòa Bình, tỉnh Ninh Bình

1. Đường địa giới hành chính giữa tỉnh Hòa Bình và tỉnh Ninh Bình tại khu vực đền Cát Đùn, giáp ranh giữa xã Đồng Tâm, huyện Lạc Thủy, tỉnh Hòa Bình và xã Xích Thổ, huyện Nho Quan; xã Gia Hưng, xã Gia Hòa, huyện Gia Viễn, tỉnh Ninh Bình được thể hiện trên 01 mảnh bản đồ địa hình tỷ lệ 1:10.000 hệ tọa độ quốc gia VN-2000 có phiên hiệu F-48-92-B-a-4 do Bộ Tài nguyên và Môi trường thành lập năm 2011, là đường địa giới hành chính cấp tỉnh được tô bo màu hồng, khởi đầu từ điểm địa giới tỉnh Hòa Bình và tỉnh Ninh Bình đã thống nhất tại đỉnh núi Mặt Quỷ có độ cao 275,2 m, theo hướng Đông Nam, đi theo sống núi qua các đỉnh núi có độ cao 200,7 m; 251,4 m; 266,1 m, qua cửa Tráp rồi qua các đỉnh núi có độ cao 203,7 m; 239,6 m; 273,5 m, chuyển hướng Đông Bắc theo sống núi đến yên ngựa, chuyển hướng Bắc - Tây Bắc đi theo khe đến gặp suối, đi giữa suối đến gặp điểm thờ cúng tâm linh (điểm thờ cúng tâm linh do tỉnh Ninh Bình quản lý), tiếp tục đi giữa suối đến gặp đường tụ thủy, chuyển hướng Đông - Đông Bắc đi thẳng lên đỉnh núi có độ cao 384,9 m, chuyển hướng Nam - Đông Nam, Tây Nam và Đông Nam đi theo sống núi qua các đỉnh núi có độ cao 324,7 m; 322,3 m; 271,9 m; 283,3 m; 291,4 m; 285,9 m; 293,6 m; 303,7 m đến đỉnh 297,3 m là điểm địa giới tỉnh Hòa Bình và tỉnh Ninh Bình đã thống nhất.
2. Đường địa giới hành chính giữa tỉnh Hòa Bình và tỉnh Ninh Bình tại khu vực Chín quả đồi Lim, giáp ranh giữa xã Đoàn Kết, huyện Yên Thủy, tỉnh Hòa Bình và xã Thạch Bình, huyện Nho Quan, tỉnh Ninh Bình nằm trên 01 mảnh bản đồ địa hình tỷ lệ 1:10.000 hệ tọa độ quốc gia VN-2000 có phiên hiệu F-48-92-A-b-4 do Bộ Tài nguyên và Môi trường thành lập năm 2011, là đường địa giới hành chính cấp tỉnh được tô bo màu hồng, khởi đầu từ điểm địa giới tỉnh Hòa Bình và tỉnh Ninh Bình đã thống nhất tại ngã ba giữa sông Lạng với nhánh của sông Lạng, phía Nam đồi cao 21,6 m, theo hướng Bắc - Tây Bắc, đi giữa sông Lạng đến điểm ngoặt của sông Lạng, chuyển hướng Đông Bắc đến bờ ao, đi theo phía Nam bờ ao đến giao điểm bờ ao với đường tụ thủy, theo khe đến đỉnh núi có độ cao 71,3 m, chuyển hướng Bắc - Đông Bắc, theo sống núi xuống chân núi gặp đường đất, theo hướng Tây Bắc đi giữa đường đất đến giao điểm giữa đường đất với tụ thủy, chuyển hướng Bắc - Đông Bắc đi theo khe đến đỉnh núi có độ cao 71,6 m, tiếp tục theo sống núi đến đỉnh núi có độ cao 71,3 m, chuyển hướng Bắc - Tây Bắc theo sống núi qua các đỉnh núi có độ cao 67,1 m; 61,0 m; 41,8 m; 51,3 m xuống gặp suối, đi giữa suối, khe, chuyển hướng Tây Nam đi giữa suối, rồi cắt thẳng ra đến giữa sông Lạng là điểm địa giới tỉnh Hòa Bình và tỉnh Ninh Bình đã thống nhất.

#### Năm 2024: Nghị quyết số 1318/NQ-UBTVQH15
- Nghị quyết số 1318/NQ-UBTVQH15[63] ngày 10 tháng 12 năm 2024 của Ủy ban Thường vụ Quốc hội về việc sắp xếp đơn vị hành chính cấp huyện, cấp xã của tỉnh Ninh Bình giai đoạn 2023 - 2025:
- Huyện Hoa Lư, thành phố Ninh Bình, thành phố Hoa Lư

1. Thành lập thành phố Hoa Lư trên cơ sở nhập toàn bộ huyện Hoa Lư và thành phố Ninh Bình. Sau khi thành lập, thành phố Hoa Lư có diện tích tự nhiên là 150,24 km2 và quy mô dân số là 238.209 người.
2. Thành lập, sắp xếp các đơn vị hành chính cấp xã thuộc thành phố Hoa Lư như sau:
  1. Thành lập phường Ninh Giang trên cơ sở toàn bộ xã Ninh Giang.
  2. Thành lập phường Ninh Phúc trên cơ sở toàn bộ xã Ninh Phúc.
  3. Nhập toàn bộ phường Phúc Thành và phường Thanh Bình vào phường Vân Giang.
  4. Thành lập phường Ninh Mỹ trên cơ sở nhập toàn bộ thị trấn Thiên Tôn và xã Ninh Mỹ.
  5. Nhập toàn bộ xã Ninh Xuân vào xã Ninh Nhất.
  6. Nhập toàn bộ xã Ninh Thắng vào xã Ninh Hải.
3. Sau khi sắp xếp, thành phố Hoa Lư có 20 đơn vị hành chính cấp xã, gồm 12 phường: Bích Đào, Đông Thành, Nam Bình, Nam Thành, Ninh Giang, Ninh Khánh, Ninh Mỹ, Ninh Phong, Ninh Phúc, Ninh Sơn, Tân Thành, Vân Giang và 08 xã: Ninh An, Ninh Hải, Ninh Hòa, Ninh Khang, Ninh Nhất, Ninh Tiến, Ninh Vân, Trường Yên.

- Huyện Nho Quan

1. Thành lập xã Phúc Sơn trên cơ sở nhập toàn bộ xã Sơn Hà và xã Sơn Lai.
2. Thành lập xã Thanh Sơn trên cơ sở nhập toàn bộ xã Sơn Thành và xã Thanh Lạc.
3. Nhập toàn bộ xã Lạng Phong và xã Văn Phong vào thị trấn Nho Quan.
4. Sau khi sắp xếp, huyện Nho Quan có 23 đơn vị hành chính cấp xã, gồm 22 xã và 01 thị trấn.

- Huyện Gia Viễn

1. Thành lập xã Tiến Thắng trên cơ sở nhập toàn bộ xã Gia Thắng và xã Gia Tiến.
2. Thành lập thị trấn Thịnh Vượng trên cơ sở nhập toàn bộ xã Gia Vượng, xã Gia Thịnh và thị trấn Me.
3. Sau khi sắp xếp, huyện Gia Viễn có 18 đơn vị hành chính cấp xã, gồm 17 xã và 01 thị trấn.

- Huyện Yên Khánh

1. Nhập toàn bộ xã Khánh Tiên vào xã Khánh Thiện.
2. Sau khi sắp xếp, huyện Yên Khánh có 18 đơn vị hành chính cấp xã, gồm 17 xã và 01 thị trấn.

- Huyện Yên Mô

1. Nhập toàn bộ xã Khánh Thịnh và xã Yên Hưng vào thị trấn Yên Thịnh.
2. Nhập toàn bộ xã Mai Sơn vào xã Khánh Thượng.
3. Sau khi sắp xếp, huyện Yên Mô có 14 đơn vị hành chính cấp xã, gồm 13 xã và 01 thị trấn.

- Huyện Kim Sơn

1. Nhập toàn bộ xã Kim Hải và toàn bộ diện tích tự nhiên là 2,79 km2 của khu vực Đơn vị quân đội 1080 thuộc Quân đoàn 12 vào thị trấn Bình Minh.
2. Nhập toàn bộ xã Lưu Phương vào thị trấn Phát Diệm.
3. Sau khi sắp xếp, huyện Kim Sơn có 23 đơn vị hành chính cấp xã, gồm 21 xã và 02 thị trấn.
4. Tỉnh Ninh Bình có 07 đơn vị hành chính cấp huyện, gồm 05 huyện và 02 thành phố; 125 đơn vị hành chính cấp xã, gồm 101 xã, 18 phường và 06 thị trấn.

| Đơn vị hành chính của tỉnh Ninh Bình (tính đến ngày 16 tháng 6 năm 2025) | Đơn vị hành chính của tỉnh Ninh Bình (tính đến ngày 16 tháng 6 năm 2025) | Đơn vị hành chính của tỉnh Ninh Bình (tính đến ngày 16 tháng 6 năm 2025) |
| Số thứ tự                                                                | Đơn vị hành chính cấp huyện                                              | Đơn vị hành chính cấp xã |
| ------------------------------------------------------------------------ | ------------------------------------------------------------------------ | --- |
| 1                                                                        | Thành phố Hoa Lư                                                         | 12 phường: Bích Đào, Đông Thành, Nam Bình, Nam Thành, Ninh Giang, Ninh Khánh, Ninh Mỹ, Ninh Phong, Ninh Phúc, Ninh Sơn, Tân Thành, Vân Giang và 8 xã: Ninh An, Ninh Hải, Ninh Hòa, Ninh Khang, Ninh Nhất, Ninh Tiến, Ninh Vân, Trường Yên                           |
| 2                                                                        | Thành phố Tam Điệp                                                       | 6 phường: Bắc Sơn, Nam Sơn, Tân Bình, Tây Sơn, Trung Sơn, Yên Bình và 3 xã: Đông Sơn, Quang Sơn, Yên Sơn |
| 3                                                                        | Huyện Gia Viễn                                                           | Thị trấn Thịnh Vượng và 17 xã: Gia Hòa, Gia Hưng, Gia Lạc, Gia Lập, Gia Minh, Gia Phong, Gia Phú, Gia Phương, Gia Sinh, Gia Tân, Gia Thanh, Gia Trấn, Gia Trung, Gia Vân, Gia Xuân, Liên Sơn, Tiến Thắng                                                            |
| 4                                                                        | Huyện Kim Sơn                                                            | 2 thị trấn: Bình Minh, Phát Diệm và 21 xã: Ân Hòa, Chất Bình, Cồn Thoi, Định Hóa, Đồng Hướng, Hồi Ninh, Hùng Tiến, Kim Chính, Kim Định, Kim Đông, Kim Mỹ, Kim Tân, Kim Trung, Lai Thành, Như Hòa, Quang Thiện, Tân Thành, Thượng Kiệm, Văn Hải, Xuân Chính, Yên Lộc |
| 5                                                                        | Huyện Nho Quan                                                           | Thị trấn Nho Quan và 22 xã: Cúc Phương, Đồng Phong, Đức Long, Gia Lâm, Gia Sơn, Gia Thủy, Gia Tường, Kỳ Phú, Lạc Vân, Phú Long, Phú Lộc, Phú Sơn, Phúc Sơn, Quảng Lạc, Quỳnh Lưu, Thanh Sơn, Thạch Bình, Thượng Hòa, Văn Phú, Văn Phương, Xích Thổ, Yên Quang       |
| 6                                                                        | Huyện Yên Khánh                                                          | Thị trấn Yên Ninh và 18 xã: Khánh An, Khánh Công, Khánh Cư, Khánh Cường, Khánh Hải, Khánh Hòa, Khánh Hồng, Khánh Hội, Khánh Lợi, Khánh Mậu, Khánh Nhạc, Khánh Phú, Khánh Thành, Khánh Thiện, Khánh Thủy, Khánh Trung, Khánh Vân                                     |
| 7                                                                        | Huyện Yên Mô                                                             | Thị trấn Yên Thịnh và 13 xã: Khánh Dương, Khánh Thượng, Yên Đồng, Yên Hòa, Yên Lâm, Yên Mạc, Yên Mỹ, Yên Nhân, Yên Phong, Yên Từ, Yên Thái, Yên Thành, Yên Thắng |
| Tổng cộng                                                                | 07 đơn vị hành chính cấp huyện, gồm 05 huyện và 02 thành phố             | 125 đơn vị hành chính cấp xã, gồm 101 xã, 18 phường và 06 thị trấn |

## Giai đoạn 2025 - nay

### Năm 2025: Nghị quyết số 202/2025/QH15
- Nghị quyết số 202/2025/QH15[30] ngày 12 tháng 6 năm 2025 của Quốc hội về việc sắp xếp đơn vị hành chính cấp tỉnh:
- Tỉnh Hà Nam, tỉnh Nam Định, tỉnh Ninh Bình

1. Sắp xếp toàn bộ diện tích tự nhiên, quy mô dân số của tỉnh Hà Nam, tỉnh Nam Định và tỉnh Ninh Bình thành tỉnh mới có tên gọi là tỉnh Ninh Bình.
2. Sau khi sắp xếp, tỉnh Ninh Bình có diện tích tự nhiên là 3.942,62 km2 và quy mô dân số là 4.412.264 người.

### Năm 2025: Nghị quyết số 203/2025/QH15
- Nghị quyết số 203/2025/QH15[64] ngày 16 tháng 6 năm 2025 của Quốc hội về việc sửa đổi, bổ sung một số điều của Hiến pháp nước Cộng hòa Xã hội chủ nghĩa Việt Nam:

1. Kết thúc hoạt động của các đơn vị hành chính cấp huyện trong cả nước từ ngày 01 tháng 7 năm 2025.

### Năm 2025: Nghị quyết số 1674/NQ-UBTVQH15
- Nghị quyết số 1674/NQ-UBTVQH15[65] ngày 16 tháng 6 năm 2025 của Ủy ban Thường vụ Quốc hội về việc sắp xếp các đơn vị hành chính cấp xã của tỉnh Ninh Bình năm 2025:
- Tỉnh Ninh Bình

1. Sắp xếp toàn bộ diện tích tự nhiên quy mô dân số của các xã Bình Nghĩa, Tràng An và Đồng Du thành xã mới có tên gọi là xã Bình Lục.
2. Sắp xếp toàn bộ diện tích tự nhiên quy mô dân số của thị trấn Bình Mỹ, xã Đồn Xá và xã La Sơn thành xã mới có tên gọi là xã Bình Mỹ.
3. Sắp xếp toàn bộ diện tích tự nhiên, quy mô dân số của các xã Trung Lương, Ngọc Lũ và Bình An thành xã mới có tên gọi là xã Bình An.
4. Sắp xếp toàn bộ diện tích tự nhiên, quy mô dân số của các xã Bồ Đề, Vũ Bản và An Ninh thành xã mới có tên gọi là xã Bình Giang.
5. Sắp xếp toàn bộ diện tích tự nhiên, quy mô dân số của các xã Tiêu Động, An Lão và An Đổ thành xã mới có tên gọi là xã Bình Sơn.
6. Sắp xếp toàn bộ diện tích tự nhiên, quy mô dân số của các xã Liêm Phong, Liêm Cần và Thanh Hà thành xã mới có tên gọi là xã Liêm Hà.
7. Sắp xếp toàn bộ diện tích tự nhiên, quy mô dân số của thị trấn Tân Thanh, xã Thanh Thủy và xã Thanh Phong thành xã mới có tên gọi là xã Tân Thanh.
8. Sắp xếp toàn bộ diện tích tự nhiên, quy mô dân số của các xã Liêm Sơn, Liêm Thuận và Liêm Túc thành xã mới có tên gọi là xã Thanh Bình.
9. Sắp xếp toàn bộ diện tích tự nhiên, quy mô dân số của các xã Thanh Nghị, Thanh Tân và Thanh Hải thành xã mới có tên gọi là xã Thanh Lâm.
10. Sắp xếp toàn bộ diện tích tự nhiên, quy mô dân số của các xã Thanh Hương, Thanh Tâm và Thanh Nguyên thành xã mới có tên gọi là xã Thanh Liêm.
11. Sắp xếp toàn bộ diện tích tự nhiên, quy mô dân số của các xã Chính Lý, Hợp Lý và Văn Lý thành xã mới có tên gọi là xã Lý Nhân.
12. Sắp xếp toàn bộ diện tích tự nhiên, quy mô dân số của các xã Công Lý, Nguyên Lý và Đức Lý thành xã mới có tên gọi là xã Nam Xang.
13. Sắp xếp toàn bộ diện tích tự nhiên, quy mô dân số của các xã Chân Lý, Đạo Lý và Bắc Lý thành xã mới có tên gọi là xã Bắc Lý.
14. Sắp xếp toàn bộ diện tích tự nhiên, quy mô dân số của thị trấn Vĩnh Trụ, xã Nhân Chính và xã Nhân Khang thành xã mới có tên gọi là xã Vĩnh Trụ.
15. Sắp xếp toàn bộ diện tích tự nhiên, quy mô dân số của các xã Trần Hưng Đạo, Nhân Nghĩa và Nhân Bình thành xã mới có tên gọi là xã Trần Thương.
16. Sắp xếp toàn bộ diện tích tự nhiên, quy mô dân số của các xã Nhân Thịnh, Nhân Mỹ và Xuân Khê thành xã mới có tên gọi là xã Nhân Hà.
17. Sắp xếp toàn bộ diện tích tự nhiên, quy mô dân số của các xã Tiến Thắng (huyện Lý Nhân), Phú Phúc và Hòa Hậu thành xã mới có tên gọi là xã Nam Lý.
18. Sắp xếp toàn bộ diện tích tự nhiên, quy mô dân số của thị trấn Nam Giang, xã Nam Cường và xã Nam Hùng thành xã mới có tên gọi là xã Nam Trực.
19. Sắp xếp toàn bộ diện tích tự nhiên, quy mô dân số của các xã Nam Dương, Bình Minh và Nam Tiến thành xã mới có tên gọi là xã Nam Minh.
20. Sắp xếp toàn bộ diện tích tự nhiên, quy mô dân số của xã Đồng Sơn và xã Nam Thái thành xã mới có tên gọi là xã Nam Đồng.
21. Sắp xếp toàn bộ diện tích tự nhiên, quy mô dân số của các xã Nam Hoa, Nam Lợi, Nam Hải và Nam Thanh thành xã mới có tên gọi là xã Nam Ninh.
22. Sắp xếp toàn bộ diện tích tự nhiên, quy mô dân số của các xã Tân Thịnh, Nam Thắng và Nam Hồng thành xã mới có tên gọi là xã Nam Hồng.
23. Sắp xếp toàn bộ diện tích tự nhiên, quy mô dân số của xã Cộng Hòa và xã Minh Tân thành xã mới có tên gọi là xã Minh Tân.
24. Sắp xếp toàn bộ diện tích tự nhiên, quy mô dân số của các xã Hợp Hưng, Trung Thành, Quang Trung và Hiển Khánh thành xã mới có tên gọi là xã Hiển Khánh.
25. Sắp xếp toàn bộ diện tích tự nhiên, quy mô dân số của thị trấn Gôi, xã Kim Thái và xã Tam Thanh thành xã mới có tên gọi là xã Vụ Bản.
26. Sắp xếp toàn bộ diện tích tự nhiên, quy mô dân số của các xã Vĩnh Hào, Đại Thắng và Liên Minh thành xã mới có tên gọi là xã Liên Minh.
27. Sắp xếp toàn bộ diện tích tự nhiên, quy mô dân số của xã Yên Phong và xã Hồng Quang (huyện Ý Yên), xã Yên Khánh, thị trấn Lâm thành xã mới có tên gọi là xã Ý Yên.
28. Sắp xếp toàn bộ diện tích tự nhiên, quy mô dân số của các xã Yên Đồng (huyện Ý Yên), Yên Trị và Yên Khang thành xã mới có tên gọi là xã Yên Đồng.
29. Sắp xếp toàn bộ diện tích tự nhiên, quy mô dân số của xã Yên Nhân và xã Yên Lộc (huyện Ý Yên), xã Yên Phúc, xã Yên Cường thành xã mới có tên gọi là xã Yên Cường.
30. Sắp xếp toàn bộ diện tích tự nhiên, quy mô dân số của các xã Yên Thắng (huyện Ý Yên), Yên Tiến và Yên Lương thành xã mới có tên gọi là xã Vạn Thắng.
31. Sắp xếp toàn bộ diện tích tự nhiên, quy mô dân số của các xã Yên Mỹ (huyện Ý Yên), Yên Bình, Yên Dương và Yên Ninh thành xã mới có tên gọi là xã Vũ Dương.
32. Sắp xếp toàn bộ diện tích tự nhiên, quy mô dân số của xã Trung Nghĩa và xã Tân Minh thành xã mới có tên gọi là xã Tân Minh.
33. Sắp xếp toàn bộ diện tích tự nhiên, quy mô dân số của các xã Phú Hưng, Yên Thọ và Yên Chính thành xã mới có tên gọi là xã Phong Doanh.
34. Sắp xếp toàn bộ diện tích tự nhiên, quy mô dân số của thị trấn Cổ Lễ, xã Trung Đông và xã Trực Tuấn thành xã mới có tên gọi là xã Cổ Lễ.
35. Sắp xếp toàn bộ diện tích tự nhiên, quy mô dân số của các xã Trực Chính, Phương Định và Liêm Hải thành xã mới có tên gọi là xã Ninh Giang.
36. Sắp xếp toàn bộ diện tích tự nhiên, quy mô dân số của thị trấn Cát Thành, xã Việt Hùng và xã Trực Đạo thành xã mới có tên gọi là xã Cát Thành.
37. Sắp xếp toàn bộ diện tích tự nhiên, quy mô dân số của các xã Trực Thanh, Trực Nội và Trực Hưng thành xã mới có tên gọi là xã Trực Ninh.
38. Sắp xếp toàn bộ diện tích tự nhiên, quy mô dân số của các xã Trực Khang, Trực Mỹ và Trực Thuận thành xã mới có tên gọi là xã Quang Hưng.
39. Sắp xếp toàn bộ diện tích tự nhiên, quy mô dân số của các xã Trực Đại, Trực Thái và Trực Thắng thành xã mới có tên gọi là xã Minh Thái.
40. Sắp xếp toàn bộ diện tích tự nhiên, quy mô dân số của thị trấn Ninh Cường, xã Trực Cường và xã Trực Hùng thành xã mới có tên gọi là xã Ninh Cường.
41. Sắp xếp toàn bộ diện tích tự nhiên, quy mô dân số của thị trấn Xuân Trường và các xã Xuân Phúc, Xuân Ninh, Xuân Ngọc thành xã mới có tên gọi là xã Xuân Trường.
42. Sắp xếp toàn bộ diện tích tự nhiên, quy mô dân số của các xã Xuân Vinh, Trà Lũ và Thọ Nghiệp thành xã mới có tên gọi là xã Xuân Hưng.
43. Sắp xếp toàn bộ diện tích tự nhiên, quy mô dân số của các xã Xuân Tân, Xuân Phú và Xuân Giang thành xã mới có tên gọi là xã Xuân Giang.
44. Sắp xếp toàn bộ diện tích tự nhiên, quy mô dân số của các xã Xuân Châu, Xuân Thành, Xuân Thượng và Xuân Hồng thành xã mới có tên gọi là xã Xuân Hồng.
45. Sắp xếp toàn bộ diện tích tự nhiên, quy mô dân số của thị trấn Yên Định, xã Hải Trung và xã Hải Long thành xã mới có tên gọi là xã Hải Hậu.
46. Sắp xếp toàn bộ diện tích tự nhiên, quy mô dân số của các xã Hải Minh, Hải Đường và Hải Anh thành xã mới có tên gọi là xã Hải Anh.
47. Sắp xếp toàn bộ diện tích tự nhiên, quy mô dân số của thị trấn Cồn, xã Hải Sơn và xã Hải Tân thành xã mới có tên gọi là xã Hải Tiến.
48. Sắp xếp toàn bộ diện tích tự nhiên, quy mô dân số của các xã Hải Nam, Hải Lộc và Hải Hưng thành xã mới có tên gọi là xã Hải Hưng.
49. Sắp xếp toàn bộ diện tích tự nhiên, quy mô dân số của các xã Hải Phong, Hải Giang và Hải An thành xã mới có tên gọi là xã Hải An.
50. Sắp xếp toàn bộ diện tích tự nhiên, quy mô dân số của các xã Hải Đông, Hải Tây và Hải Quang thành xã mới có tên gọi là xã Hải Quang.
51. Sắp xếp toàn bộ diện tích tự nhiên, quy mô dân số của các xã Hải Phú, Hải Hòa và Hải Xuân thành xã mới có tên gọi là xã Hải Xuân.
52. Sắp xếp toàn bộ diện tích tự nhiên, quy mô dân số của thị trấn Thịnh Long, xã Hải Châu và xã Hải Ninh thành xã mới có tên gọi là xã Hải Thịnh.
53. Sắp xếp toàn bộ diện tích tự nhiên, quy mô dân số của các xã Giao Thiện, Giao Hương và Giao Thanh thành xã mới có tên gọi là xã Giao Minh.
54. Sắp xếp toàn bộ diện tích tự nhiên, quy mô dân số của các xã Hồng Thuận, Giao An và Giao Lạc thành xã mới có tên gọi là xã Giao Hòa.
55. Sắp xếp toàn bộ diện tích tự nhiên, quy mô dân số của thị trấn Giao Thủy và xã Bình Hòa thành xã mới có tên gọi là xã Giao Thủy.
56. Sắp xếp toàn bộ diện tích tự nhiên, quy mô dân số của các xã Giao Xuân, Giao Hà và Giao Hải thành xã mới có tên gọi là xã Giao Phúc.
57. Sắp xếp toàn bộ diện tích tự nhiên, quy mô dân số của các xã Giao Nhân, Giao Long và Giao Châu thành xã mới có tên gọi là xã Giao Hưng.
58. Sắp xếp toàn bộ diện tích tự nhiên, quy mô dân số của các xã Giao Yến, Bạch Long và Giao Tân thành xã mới có tên gọi là xã Giao Bình.
59. Sắp xếp toàn bộ diện tích tự nhiên, quy mô dân số của thị trấn Quất Lâm, xã Giao Phong và xã Giao Thịnh thành xã mới có tên gọi là xã Giao Ninh.
60. Sắp xếp toàn bộ diện tích tự nhiên, quy mô dân số của xã Hoàng Nam và xã Đồng Thịnh thành xã mới có tên gọi là xã Đồng Thịnh.
61. Sắp xếp toàn bộ diện tích tự nhiên, quy mô dân số của thị trấn Liễu Đề và các xã Nghĩa Thái, Nghĩa Châu, Nghĩa Trung thành xã mới có tên gọi là xã Nghĩa Hưng.
62. Sắp xếp toàn bộ diện tích tự nhiên, quy mô dân số của xã Nghĩa Lạc và xã Nghĩa Sơn thành xã mới có tên gọi là xã Nghĩa Sơn.
63. Sắp xếp toàn bộ diện tích tự nhiên, quy mô dân số của các xã Nghĩa Hồng, Nghĩa Phong và Nghĩa Phú thành xã mới có tên gọi là xã Hồng Phong.
64. Sắp xếp toàn bộ diện tích tự nhiên, quy mô dân số của thị trấn Quỹ Nhất, xã Nghĩa Thành và xã Nghĩa Lợi thành xã mới có tên gọi là xã Quỹ Nhất.
65. Sắp xếp toàn bộ diện tích tự nhiên, quy mô dân số của các xã Nghĩa Hùng, Nghĩa Hải và Nghĩa Lâm thành xã mới có tên gọi là xã Nghĩa Lâm.
66. Sắp xếp toàn bộ diện tích tự nhiên, quy mô dân số của xã Nam Điền (huyện Nghĩa Hưng), xã Phúc Thắng và thị trấn Rạng Đông thành xã mới có tên gọi là xã Rạng Đông.
67. Sắp xếp toàn bộ diện tích tự nhiên, quy mô dân số của thị trấn Thịnh Vượng và xã Gia Hòa thành xã mới có tên gọi là xã Gia Viễn.
68. Sắp xếp toàn bộ diện tích tự nhiên, quy mô dân số của các xã Tiến Thắng (huyện Gia Viễn), Gia Phương và Gia Trung thành xã mới có tên gọi là xã Đại Hoàng.
69. Sắp xếp toàn bộ diện tích tự nhiên, quy mô dân số của các xã Liên Sơn (huyện Gia Viễn), Gia Phú và Gia Hưng thành xã mới có tên gọi là xã Gia Hưng.
70. Sắp xếp toàn bộ diện tích tự nhiên, quy mô dân số của các xã Gia Lạc, Gia Minh và Gia Phong thành xã mới có tên gọi là xã Gia Phong.
71. Sắp xếp toàn bộ diện tích tự nhiên, quy mô dân số của xã Gia Lập, xã Gia Vân và một phần diện tích tự nhiên, quy mô dân số của xã Gia Tân thành xã mới có tên gọi là xã Gia Vân.
72. Sắp xếp toàn bộ diện tích tự nhiên, quy mô dân số của các xã Gia Thanh, Gia Xuân và Gia Trấn thành xã mới có tên gọi là xã Gia Trấn.
73. Sắp xếp toàn bộ diện tích tự nhiên, quy mô dân số của thị trấn Nho Quan, xã Đồng Phong và xã Yên Quang thành xã mới có tên gọi là xã Nho Quan.
74. Sắp xếp toàn bộ diện tích tự nhiên, quy mô dân số của các xã Gia Sơn, Xích Thổ và Gia Lâm thành xã mới có tên gọi là xã Gia Lâm.
75. Sắp xếp toàn bộ diện tích tự nhiên, quy mô dân số của các xã Gia Thủy, Đức Long và Gia Tường thành xã mới có tên gọi là xã Gia Tường.
76. Sắp xếp toàn bộ diện tích tự nhiên, quy mô dân số của các xã Thạch Bình, Lạc Vân và Phú Sơn thành xã mới có tên gọi là xã Phú Sơn.
77. Sắp xếp toàn bộ diện tích tự nhiên, quy mô dân số của xã Văn Phương và xã Cúc Phương thành xã mới có tên gọi là xã Cúc Phương.
78. Sắp xếp toàn bộ diện tích tự nhiên, quy mô dân số của xã Kỳ Phú và xã Phú Long thành xã mới có tên gọi là xã Phú Long.
79. Sắp xếp toàn bộ diện tích tự nhiên, quy mô dân số của các xã Thanh Sơn (huyện Nho Quan), Thượng Hòa và Văn Phú thành xã mới có tên gọi là xã Thanh Sơn.
80. Sắp xếp toàn bộ diện tích tự nhiên, quy mô dân số của xã Phú Lộc và xã Quỳnh Lưu thành xã mới có tên gọi là xã Quỳnh Lưu.
81. Sắp xếp toàn bộ diện tích tự nhiên, quy mô dân số của thị trấn Yên Ninh và các xã Khánh Cư, Khánh Vân, Khánh Hải thành xã mới có tên gọi là xã Yên Khánh.
82. Sắp xếp toàn bộ diện tích tự nhiên, quy mô dân số của xã Khánh Hồng và xã Khánh Nhạc thành xã mới có tên gọi là xã Khánh Nhạc.
83. Sắp xếp toàn bộ diện tích tự nhiên, quy mô dân số của các xã Khánh Cường, Khánh Lợi và Khánh Thiện thành xã mới có tên gọi là xã Khánh Thiện.
84. Sắp xếp toàn bộ diện tích tự nhiên, quy mô dân số của các xã Khánh Mậu, Khánh Thủy và Khánh Hội thành xã mới có tên gọi là xã Khánh Hội.
85. Sắp xếp toàn bộ diện tích tự nhiên, quy mô dân số của các xã Khánh Thành, Khánh Công và Khánh Trung thành xã mới có tên gọi là xã Khánh Trung.
86. Sắp xếp toàn bộ diện tích tự nhiên, quy mô dân số của thị trấn Yên Thịnh, xã Khánh Dương và xã Yên Hòa thành xã mới có tên gọi là xã Yên Mô.
87. Sắp xếp toàn bộ diện tích tự nhiên, quy mô dân số của các xã Yên Phong và xã Yên Nhân (huyện Yên Mô), xã Yên Từ thành xã mới có tên gọi là xã Yên Từ.
88. Sắp xếp toàn bộ diện tích tự nhiên, quy mô dân số của các xã Yên Mỹ (huyện Yên Mô), Yên Lâm và Yên Mạc thành xã mới có tên gọi là xã Yên Mạc.
89. Sắp xếp toàn bộ diện tích tự nhiên, quy mô dân số của các xã Yên Đồng (huyện Yên Mô), Yên Thành và Yên Thái thành xã mới có tên gọi là xã Đồng Thái.
90. Sắp xếp toàn bộ diện tích tự nhiên, quy mô dân số của các xã Xuân Chính, Hồi Ninh và Chất Bình thành xã mới có tên gọi là xã Chất Bình.
91. Sắp xếp toàn bộ diện tích tự nhiên, quy mô dân số của các xã Kim Định, Ân Hòa và Hùng Tiến thành xã mới có tên gọi là xã Kim Sơn.
92. Sắp xếp toàn bộ diện tích tự nhiên, quy mô dân số của các xã Như Hòa, Đồng Hướng và Quang Thiện thành xã mới có tên gọi là xã Quang Thiện.
93. Sắp xếp toàn bộ diện tích tự nhiên, quy mô dân số của thị trấn Phát Diệm, xã Thượng Kiệm và xã Kim Chính thành xã mới có tên gọi là xã Phát Diệm.
94. Sắp xếp toàn bộ diện tích tự nhiên, quy mô dân số của các xã Yên Lộc (huyện Kim Sơn), Tân Thành và Lai Thành thành xã mới có tên gọi là xã Lai Thành.
95. Sắp xếp toàn bộ diện tích tự nhiên, quy mô dân số của các xã Văn Hải, Kim Tân và Định Hóa thành xã mới có tên gọi là xã Định Hóa.
96. Sắp xếp toàn bộ diện tích tự nhiên, quy mô dân số của thị trấn Bình Minh, xã Cồn Thoi và xã Kim Mỹ thành xã mới có tên gọi là xã Bình Minh.
97. Sắp xếp toàn bộ diện tích tự nhiên, quy mô dân số của xã Kim Trung, xã Kim Đông và khu vực bãi bồi ven biển (do huyện Kim Sơn quản lý) thành xã mới có tên gọi là xã Kim Đông.
98. Sắp xếp toàn bộ diện tích tự nhiên, quy mô dân số của các xã Chuyên Ngoại, Trác Văn, Yên Nam và một phần diện tích tự nhiên, quy mô dân số của phường Hòa Mạc thành phường mới có tên gọi là phường Duy Tiên.
99. Sắp xếp toàn bộ diện tích tự nhiên, quy mô dân số của phường Châu Giang, xã Mộc Hoàn và phần còn lại của phường Hòa Mạc sau khi sắp xếp thành phường mới có tên gọi là phường Duy Tân.
100. Sắp xếp toàn bộ diện tích tự nhiên, quy mô dân số của các phường Bạch Thượng, Yên Bắc và Đồng Văn thành phường mới có tên gọi là phường Đồng Văn.
101. Sắp xếp toàn bộ diện tích tự nhiên, quy mô dân số của phường Duy Minh, phường Duy Hải và một phần diện tích tự nhiên, quy mô dân số của phường Hoàng Đông thành phường mới có tên gọi là phường Duy Hà.
102. Sắp xếp toàn bộ diện tích tự nhiên, quy mô dân số của phường Tiên Sơn, và một phần diện tích tự nhiên, quy mô dân số của phường Tiên Nội, xã Tiên Ngoại thành phường mới có tên gọi là phường Tiên Sơn.
103. Sắp xếp toàn bộ diện tích tự nhiên, quy mô dân số của các phường Đại Cương, Đồng Hoá và Lê Hồ thành phường mới có tên gọi là phường Lê Hồ.
104. Sắp xếp toàn bộ diện tích tự nhiên, quy mô dân số của phường Tượng Lĩnh, phường Tân Sơn và xã Nguyễn Úy thành phường mới có tên gọi là phường Nguyễn Úy.
105. Sắp xếp toàn bộ diện tích tự nhiên, quy mô dân số của xã Liên Sơn và xã Thanh Sơn (thị xã Kim Bảng), phường Thi Sơn thành phường mới có tên gọi là phường Lý Thường Kiệt.
106. Sắp xếp toàn bộ diện tích tự nhiên, quy mô dân số của phường Tân Tựu và xã Hoàng Tây thành phường mới có tên gọi là phường Kim Thanh.
107. Sắp xếp toàn bộ diện tích tự nhiên, quy mô dân số của phường Ba Sao, xã Khả Phong và xã Thuỵ Lôi thành phường mới có tên gọi là phường Tam Chúc.
108. Sắp xếp toàn bộ diện tích tự nhiên, quy mô dân số của phường Quế, phường Ngọc Sơn và xã Văn Xá thành phường mới có tên gọi là phường Kim Bảng.
109. Sắp xếp toàn bộ diện tích tự nhiên, quy mô dân số của phường Lam Hạ, phường Tân Hiệp, một phần diện tích tự nhiên, quy mô dân số của phường Quang Trung (thành phố Phủ Lý), phần còn lại của phường Hoàng Đông sau khi sắp xếp và phần còn lại của phường Tiên Nội, xã Tiên Ngoại sau khi sắp xếp thành phường mới có tên gọi là phường Hà Nam.
110. Sắp xếp toàn bộ diện tích tự nhiên, quy mô dân số của phường Lê Hồng Phong, xã Kim Bình và xã Phù Vân thành phường mới có tên gọi là phường Phù Vân.
111. Sắp xếp toàn bộ diện tích tự nhiên, quy mô dân số của phường Thanh Tuyền, phường Châu Sơn và thị trấn Kiện Khê thành phường mới có tên gọi là phường Châu Sơn.
112. Sắp xếp toàn bộ diện tích tự nhiên, quy mô dân số của các phường Châu Cầu, Thanh Châu, Liêm Chính và phần còn lại của phường Quang Trung (thành phố Phủ Lý) sau khi sắp xếp thành phường mới có tên gọi là phường Phủ Lý.
113. Sắp xếp toàn bộ diện tích tự nhiên, quy mô dân số của phường Tân Liêm, xã Đinh Xá và xã Trịnh Xá thành phường mới có tên gọi là phường Liêm Tuyền.
114. Sắp xếp toàn bộ diện tích tự nhiên, quy mô dân số của các phường Quang Trung (thành phố Nam Định), Vị Xuyên, Lộc Vượng, Cửa Bắc, Trần Hưng Đạo, Năng Tĩnh, Cửa Nam và xã Mỹ Phúc thành phường mới có tên gọi là phường Nam Định.
115. Sắp xếp toàn bộ diện tích tự nhiên, quy mô dân số của phường Lộc Hạ, xã Mỹ Tân và xã Mỹ Trung thành phường mới có tên gọi là phường Thiên Trường.
116. Sắp xếp toàn bộ diện tích tự nhiên, quy mô dân số của phường Lộc Hòa, xã Mỹ Thắng và xã Mỹ Hà thành phường mới có tên gọi là phường Đông A.
117. Sắp xếp toàn bộ diện tích tự nhiên, quy mô dân số của xã Nam Điền (huyện Nam Trực) và phường Nam Phong thành phường mới có tên gọi là phường Vị Khê.
118. Sắp xếp toàn bộ diện tích tự nhiên, quy mô dân số của phường Mỹ Xá và xã Đại An thành phường mới có tên gọi là phường Thành Nam.
119. Sắp xếp toàn bộ diện tích tự nhiên, quy mô dân số của phường Trường Thi và xã Thành Lợi thành phường mới có tên gọi là phường Trường Thi.
120. Sắp xếp toàn bộ diện tích tự nhiên, quy mô dân số của xã Hồng Quang (huyện Nam Trực), xã Nghĩa An và phường Nam Vân thành phường mới có tên gọi là phường Hồng Quang.
121. Sắp xếp toàn bộ diện tích tự nhiên, quy mô dân số của phường Hưng Lộc, xã Mỹ Thuận và xã Mỹ Lộc thành phường mới có tên gọi là phường Mỹ Lộc.
122. Sắp xếp toàn bộ diện tích tự nhiên, quy mô dân số của phường Ninh Giang, các xã Trường Yên, Ninh Hòa, Phúc Sơn, Gia Sinh và phần còn lại của xã Gia Tân sau khi sắp xếp thành phường mới có tên gọi là phường Tây Hoa Lư.
123. Sắp xếp toàn bộ diện tích tự nhiên, quy mô dân số của các phường Ninh Mỹ, Ninh Khánh, Đông Thành, Tân Thành, Vân Giang, Nam Thành, Nam Bình, Bích Đào và các xã Ninh Khang, Ninh Nhất, Ninh Tiến thành phường mới có tên gọi là phường Hoa Lư.
124. Sắp xếp toàn bộ diện tích tự nhiên, quy mô dân số của phường Ninh Phong, phường Ninh Sơn và các xã Ninh Vân, Ninh An, Ninh Hải thành phường mới có tên gọi là phường Nam Hoa Lư.
125. Sắp xếp toàn bộ diện tích tự nhiên, quy mô dân số của phường Ninh Phúc và các xã Khánh Hòa, Khánh Phú, Khánh An thành phường mới có tên gọi là phường Đông Hoa Lư.
126. Sắp xếp toàn bộ diện tích tự nhiên, quy mô dân số của phường Bắc Sơn, phường Tây Sơn và xã Quang Sơn thành phường mới có tên gọi là phường Tam Điệp.
127. Sắp xếp toàn bộ diện tích tự nhiên, quy mô dân số của phường Tân Bình, xã Quảng Lạc và xã Yên Sơn thành phường mới có tên gọi là phường Yên Sơn.
128. Sắp xếp toàn bộ diện tích tự nhiên, quy mô dân số của phường Nam Sơn, phường Trung Sơn và xã Đông Sơn thành phường mới có tên gọi là phường Trung Sơn.
129. Sắp xếp toàn bộ diện tích tự nhiên, quy mô dân số của xã Yên Thắng (huyện Yên Mô), xã Khánh Thượng và phường Yên Bình thành phường mới có tên gọi là phường Yên Thắng.
130. Sau khi sắp xếp, tỉnh Ninh Bình có 129 đơn vị hành chính cấp xã gồm 97 xã và 32 phường.